# Club Deportivo Morón
El Club Deportivo Morón, popularmente conocido como Deportivo Morón o simplemente Morón, es una entidad deportiva fundada el 20 de junio de 1947 en Morón, provincia de Buenos Aires, que principalmente se desempeña en fútbol. Su equipo masculino participa en la Primera Nacional, mientras su equipo femenino participa en la Primera B. Ambas son la segunda división del fútbol argentino (masculino y femenino) respectivamente.
Entre 1956 y 2013 hizo de local en el Estadio Francisco Urbano, cuyo estadio contaba con una capacidad total para 20.000 personas. Desde el mencionado año 2013 ejerce su localía en el moderno Estadio Nuevo Francisco Urbano, que llega a albergar a más de 32.000 aficionados.
Llegó a la máxima categoría del fútbol argentino al participar en el Campeonato Metropolitano 1969 de Primera División y logró sacar algunos buenos resultados, como por ejemplo un empate 0-0 contra Estudiantes de La Plata (campeón mundial en ese momento), tres victorias ante Newell's (3-0, y en dos ocasiones seguidas 1-0) y Argentinos Juniors (3-1, 2-1 y 1-0), una frente a Huracán (3-2) y otra contra Rosario Central (2-0). Además se enfrentó a dos de los cinco grandes: River Plate y Racing Club.
Compite en AFA desde 1951, mediante ese tiempo consiguió seis ascensos. Es considerado uno de los "Grandes del Ascenso" por su poder de convocatoria y sus campañas en el mismo. Un ejemplo de su popularidad puede comprobarse cuando el 6 de junio de 2017 reunió a más de 25.000 personas, en condición de local en un partido de la tercera categoría del fútbol argentino. Por ello, es considerado como uno de los clubes más populares de la Zona Oeste del conurbano bonaerense. 
El Club Deportivo Morón se enfrentó a 18 de los 20 campeones de la Primera División (contando los títulos del amateurismo). Los campeones que el "Gallito" se enfrentó fueron: River Plate, Racing Club, Huracán, Vélez Sarsfield, Argentinos Juniors, Ferro, Quilmes, San Lorenzo, Newell's, Rosario Central, Sportivo Barracas, Gimnasia y Esgrima LP, Estudiantes de La Plata, Banfield, Lanús, Arsenal de Sarandí, Chacarita Juniors y Dock Sud (sólo no disputó ningún partido de manera oficial con Boca Juniors e Independiente, no obstante, tuvo varios encuentros de manera amistosa no oficial con ambos). A excepción de River Plate y Vélez Sarsfield, venció a todos los clubes campeones de la élite del fútbol argentino, algunos hasta por goleada, siendo un gran hito para el club proveniente de la Ciudad de Morón.
Por otra parte, también disputó encuentros oficiales con los campeones de las copas nacionales e internacionales jugadas tanto en el amateurismo como el profesionalismo, venciendo a cada uno de ellos. Tuvo victorias destacadas contra Colón, Talleres de Córdoba, Tigre, Chicago, Defensa y Justicia, Estudiantes de Caseros, Central Córdoba de Rosario, Tiro Federal de Rosario, San Martín de Tucumán y Atlanta.
Cabe recalcar que el Deportivo Morón ascendió a la máxima categoría del fútbol argentino con tan solo 17 años de competencia (1951-1968), pasando por todas las categorías del ascenso hasta dicha época ya que ascendió en 1955 de la "Tercera de Ascenso" a la "Segunda de Ascenso", y en 1959 de la misma a la Primera B, para después lograr el ascenso a la Primera División en 1968, luego de un empate 0-0 contra Unión de Santa Fe.  
En la Copa Argentina 2016/17 logró una hazaña histórica al eliminar a cuatro rivales de Primera División: Patronato (2-0 en treintaidosavos de final), San Lorenzo (1-0 en dieciseisavos de final), Unión (0-0, eliminándolo por penales 5-4 en octavos de final) y Olimpo (1-0 en cuartos de final). Concluyó su gran campaña como semifinalista del torneo, tras ser eliminado en un partido histórico frente a River Plate, bajo el mandato de Marcelo Gallardo, por 0-3 (posteriormente, River, sería campeón del torneo). Destaca el hecho de que pocos clubes del ascenso llegaron a estar entre los cuatro mejores equipos de ésta respectiva copa. 
También participó en la Serie A1 de vóley argentino, máxima categoría de dicho deporte, ascendiendo en la temporada 2015-16. Otros deportes practicados en el club son: básquet, futsal, balonmano, boxeo, patín artístico, entre otras actividades.
El fútbol femenino del Deportivo Morón participó de la Primera División en la temporada 2017/18, luego de consagrarse campeón en la anteúltima fecha de la Primera B ganándole por 16-1 a Deportivo Camioneros, cerrando así, un exitoso año en cuanto a lo deportivo-futbolístico para el conjunto del Oeste (campeón de la Primera B Metropolitana, semifinalista de la Copa Argentina 2016/17 y campeón femenino de la Segunda División).
El Estadio Nuevo Francisco Urbano (estadio del "Gallo") cumplió una histórica participación en la Copa Libertadores Femenina 2020 realizada en Argentina al ser, junto al Estadio José Amalfitani, la única sede en donde se jugaron los partidos de dicha copa. Allí se organizaron varios partidos en la fase de grupos, cuartos de final y las dos semifinales disputadas entre los combinados de Club Universidad de Chile (femenino) - Associação Ferroviária de Esportes (femenino) y el Sport Club Corinthians Paulista (femenino) - América de Cali Femenino.

## Historia

### Fundación
Carlos Ismael Pagano, un joven de 33 años nacido en Alberti, Provincia de Buenos Aires y radicado en Morón, dirigió algunos años un equipo de fútbol barrial denominado “Los Piratas” compuesto por muchachos de la Zona Oeste del Gran Buenos Aires. Pagano además de ejercer como entrenador, era captador de jugadores en la zona.
Pagano, un entusiasta de este deporte, le propuso a uno de sus amigos, Filiberto Ferrante, la idea de “armar algo en serio”, un club de fútbol, pero que compita con aspiraciones de algún día, entrar al fútbol grande. Promediaba la década del cuarenta y en la zona oeste, a diferencia, por ejemplo de la zona sur, no había ningún equipo representativo de la región. La tarde del 20 de junio del año 1947, en el antiguo bar "El Argentino", conocido como el bar “de Volpi”, hoy el actual bar “Le Baron” de Buen Viaje y San Martín, frente a la plaza, fue la cita para definir el proyecto.
Esa tarde alrededor de 15 personas, entre ellos  los mencionados Carlos Pagano y Filiberto Ferrante junto a Zenón Céspedes, esposa de Carlos y muchos otros, decidieron el nombre del club: Sportivo Morón sería el elegido, para luego cambiarlo por Deportivo Morón, ya que para mantener la inscripción en AFA fue rechazado el primitivo por considerarlo “extranjerizante”. Ese 20 de junio, con la decisión de que Filiberto Ferrante sea el socio N° 1, Pagano el N°2 y Angélica Cado la socio damas N°1 y la confirmación de la Comisión Directiva se fundó el Club Deportivo Morón que tomó los colores rojo y blanco para sus camisetas y escudos siendo su primer presidente el nombrado Filiberto Ferrante.
La fecha de fundación del Club Deportivo Morón fue en el día nacional de la bandera argentina, suceso no fortuito y previamente consensuado. Por esta razón inicialmente iba a llamarse "Deportivo Manuel Belgrano", sin embargo el nombre elegido fue "Sportivo Morón", denominación que duró apenas cinco años, cuando el club comienza a participar en los campeonatos organizados por la Asociación del Fútbol Argentino pasó de ser Sportivo a «Deportivo Morón», que es el nombre actual de la institución.

### El Comienzo de sus participaciones en los torneos nacionales

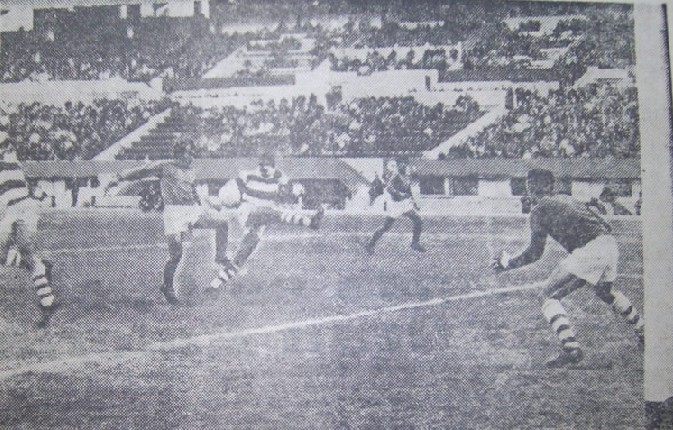
Deportivo Morón frente a River en 1969.

Su primera participación en torneos oficiales de la Asociación del Fútbol Argentino fue en el año 1951, el Gallo debutó en el Torneo Especial de Segunda de Ascenso. Este campeonato fusionó por única vez las categorías Segunda y Tercera de Ascenso. El debut fue 14 de abril con victoria de Morón por 2-1 frente a Acassuso en cancha de Ferro. Esa temporada, Morón disputó algunos partidos como local en el estadio Arquitecto Ricardo Etcheverri y otros en la cancha de Vicente López y Los Pinos (en la actualidad se llama Los Olivos), dentro del predio fabril de Sportlandia.  El torneo lo ganó Tiro Federal de Rosario y Morón ocupó el penúltimo lugar, un punto por encima del colista, Deportivo Riestra y debió jugar la tercera de ascenso (actual Primera C) junto con siete clubes por una reestructuración, es decir, ocho de los 16 equipos bajaron una categoría.
Aquel certamen tuvieron como hechos destacados los primeros viajes de Morón fuera de Buenos Aires. En la Provincia de Santa Fe visitó al mencionado Tiro Federal, y también a Central Córdoba y Argentino, tres de los clubes más grandes de Rosario detrás de Rosario Central y Newell's.

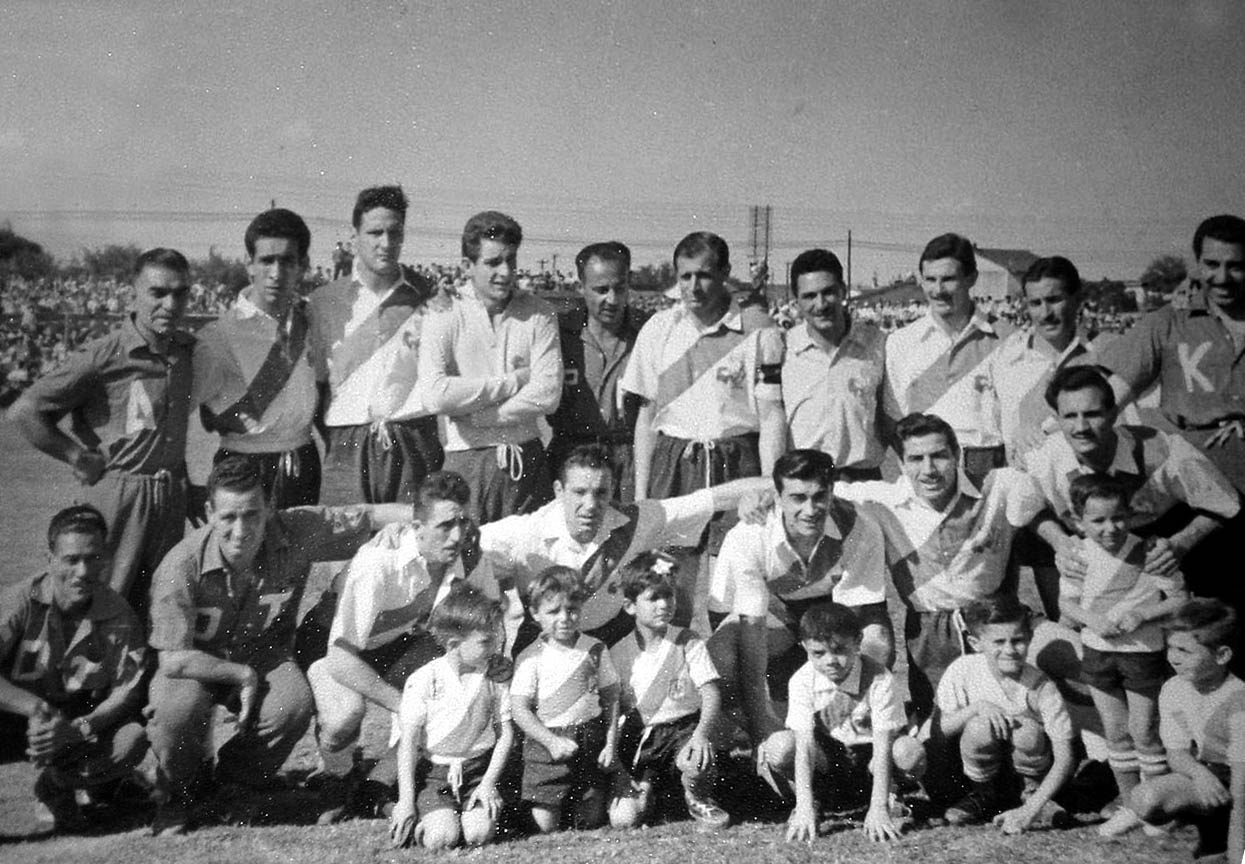
Deportivo Morón año 1959 formación del equipo.

En 1952, tuvo un conflicto legal con la AFA, que lo obligó a cambiar su primer nombre. Pasó a ser «Deportivo» porque no se le permitió llevar el «Sportivo», aduciendo que era un término "extranjerizante".
Desde el inicio y durante una década, Morón utilizó una camiseta confeccionada por la empresa textil Víctor Hugo que era abotonada, con una banda roja partiendo desde el hombro izquierdo y cruzando de arriba hacia abajo, similar a la de River Plate. Diseño que luego abandonó, justamente por su similitud con este. La franja horizontal se adoptó luego de un asamblea que fue motivada por los socios, ya que al consumarse el primer ascenso del club, estos querían diferenciarse del club de la Capital.
Sin cancha propia, Morón buscaba desesperadamente un espacio físico para construir su hogar definitivo. Las larguísimas gestiones culminaron con éxito, gracias a la perseverancia de Lorenzo Capelli, presidente del club. El intendente municipal César Albistur Villegas, resolvió ceder los terrenos fiscales ubicados en la calle Almirante Brown, donde se inició la epopeya de la edificación. En ese mismo año, 1955, Morón logró ganar el campeonato y ascender a Segunda de Ascenso, con un punto de ventaja sobre Juventud de Bernal.
El 21 de abril de 1956, Morón se dio el gusto de vencer a Brown de Adrogué por 5-3 en el nuevo predio de Humberto Primo, Almirante Brown y las vías del Ferrocarril Sarmiento. En 1959, después de tres buenas campañas se coronó campeón de la Segunda de Ascenso. El 8 de diciembre en dicho año, el Gallito derrotó por 1-0 a Argentino de Quilmes y llegó por primera vez a la segunda categoría del fútbol argentino. Fue una campaña que se destacó por cosechar 28 victorias en 34 partidos y apenas dos derrotas, superando por cinco puntos al escolta, Argentino de Quilmes (tuvo una efectividad del 88% de los puntos en éste campeonato).

### Ascenso a Primera División
Ya en Primera B, Morón inició la construcción de las tribunas de cemento de su cancha y se afianzó en la categoría, a tal punto que logró ascender a la Primera División del fútbol argentino, tras un empate 0-0 con Unión de Santa Fe.

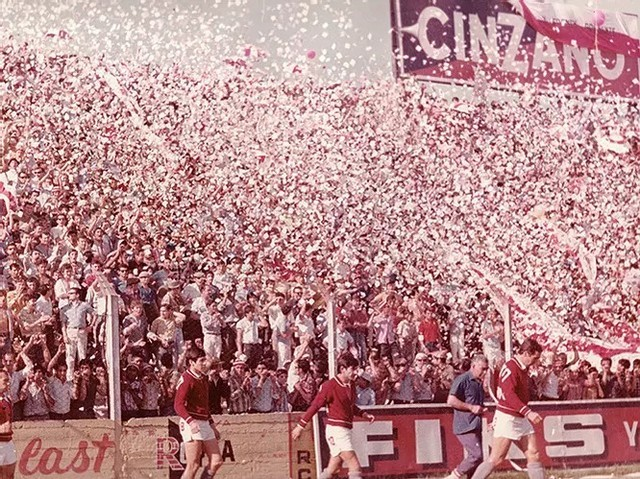
Recibimiento de la hinchada del "Gallito" frente a Unión de Santa Fe, jugándose el ascenso a Primera en 1968.

El equipo dirigido por Ricardo Arauz debutó en Primera División el 23 de febrero de 1969, con una victoria 1-0 ante Newell's Old Boys de Rosario. En la segunda fecha, le sacó un empate al actual Campeón de América y del Mundo, Estudiantes de La Plata como visitante y en la tercera venció 3-2 a Club Atlético Huracán. El comienzo fue óptimo, ya que Morón permaneció en el primer puesto durante las primeras tres fechas. Y quedó en el recuerdo más allá de que después vinieron cuatro derrotas consecutivas, hasta una victoria como visitante sobre Argentinos Juniors. El 18 de abril, Morón jugó el partido más importante de su historia. Hizo de local en El Gasómetro, perteneciente a San Lorenzo, y allí recibió a River Plate, que ganó 3-1 gracias a dos goles de Juan Trebucq y a uno de Oscar Más. Victorino Vega marcó el único tanto del Gallo. En la revancha, River volvió a triunfar, esta vez 3-0. El otro grande que enfrentó fue Racing Club, que también venció en los dos partidos.
Morón finalizó décimo sobre once en el grupo B (ganó cinco partidos, empató tres y perdió 14) y tuvo que jugar el Torneo Reclasificatorio por la permanencia. Allí finalizó en el penúltimo lugar, solo un punto por debajo de Rosario Central, Newell's, Argentinos Juniors y Colón, lo que lo obligó a jugar un nuevo “mini” torneo de Reclasificación, junto a dos equipos de Primera B y su acompañante de Primera (San Telmo y Ferro, de la B, y Banfield, el otro equipo de Primera División). En ese cuadrangular, Morón terminó segundo y regresó a Primera B.

### Primera División 1969
| Pos. | Equipo             | Pts. | PJ | PG | PE | PP | GF | GC | Dif. |
| ---- | ------------------ | ---- | -- | -- | -- | -- | -- | -- | ---- |
| 1.º  | Racing Club        | 35   | 22 | 14 | 7  | 1  | 45 | 16 | 29   |
| 2.º  | River Plate        | 31   | 22 | 12 | 7  | 3  | 35 | 21 | 14   |
| 3.º  | Estudiantes (LP)   | 27   | 22 | 11 | 5  | 6  | 33 | 24 | 9    |
| 4.º  | Huracán            | 24   | 22 | 8  | 8  | 6  | 38 | 29 | 9    |
| 5.º  | Platense           | 23   | 22 | 8  | 7  | 7  | 33 | 32 | 1    |
| 6.º  | Quilmes            | 22   | 22 | 8  | 6  | 8  | 28 | 34 | −6   |
| 7.º  | Newell's Old Boys  | 21   | 22 | 5  | 11 | 6  | 28 | 21 | 7    |
| 8.º  | Unión              | 19   | 22 | 7  | 5  | 10 | 22 | 26 | −4   |
| 9.º  | Argentinos Juniors | 13   | 22 | 2  | 9  | 11 | 17 | 29 | −12  |
| 10.º | Deportivo Morón    | 13   | 22 | 5  | 3  | 14 | 16 | 38 | −22  |
| 11.º | Los Andes          | 12   | 22 | 1  | 10 | 11 | 24 | 39 | −15  |

|  | Semifinalista del campeonato y clasificado al Nacional. |
|  | Clasificado al Nacional.                                |
|  | Clasificado a la Rueda eliminatoria.                    |
|  | Relegado a la Reclasificación de Primera.               |

#### Torneo de Reclasificación de Primera 1969
Se disputó entre nueve equipos, los tres peor ubicados de cada grupo de la rueda clasificatoria, más los tres eliminados en la rueda eliminatoria, enfrentándose en dos ruedas de todos contra todos.
Los equipos que ocuparon los siete primeros puestos mantuvieron la categoría, mientras que los dos últimos debieron revalidarla en una rueda de partidos junto con los dos mejores equipos de la Primera B.

##### Tabla de posiciones final
| Pos. | Equipo                  | Pts. | PJ | PG | PE | PP | GF | GC | Dif. |
| ---- | ----------------------- | ---- | -- | -- | -- | -- | -- | -- | ---- |
| 1.º  | Los Andes               | 22   | 16 | 8  | 6  | 2  | 21 | 14 | 7    |
| 2.º  | Gimnasia y Esgrima (LP) | 21   | 16 | 8  | 5  | 3  | 29 | 22 | 7    |
| 3.º  | Atlanta                 | 19   | 16 | 8  | 3  | 5  | 24 | 19 | 5    |
| 4.º  | Colón                   | 14   | 16 | 6  | 2  | 8  | 25 | 25 | 0    |
| 5.º  | Argentinos Juniors      | 14   | 16 | 6  | 2  | 8  | 19 | 23 | −4   |
| 6.º  | Newell's Old Boys       | 14   | 16 | 5  | 4  | 7  | 17 | 19 | −2   |
| 7.º  | Rosario Central         | 14   | 16 | 4  | 6  | 6  | 13 | 13 | 0    |
| 8.º  | Deportivo Morón         | 13   | 16 | 6  | 1  | 9  | 22 | 24 | −2   |
| 9.º  | Banfield                | 13   | 16 | 6  | 1  | 9  | 11 | 22 | −11  |

|  | Permaneció en la Primera División.             |
|  | Pasó a la segunda etapa de la reclasificación. |

#### Segunda etapa
Los dos últimos equipos de la primera etapa, junto con el campeón y el subcampeón de la Primera B, disputaron una rueda de partidos en cancha neutral, mediante el sistema de todos contra todos. El ganador obtuvo el derecho a participar en la Primera División, mientras que los otros tres fueron relegados a la Primera B.

#### Revalida por el descenso
| Pos. | Equipo             | Pts. | PJ | PG | PE | PP | GF | GC | Dif. |
| ---- | ------------------ | ---- | -- | -- | -- | -- | -- | -- | ---- |
| 1.º  | Banfield           | 4    | 3  | 2  | 0  | 1  | 5  | 2  | 3    |
| 2.º  | Deportivo Morón    | 3    | 3  | 1  | 1  | 1  | 4  | 5  | −1   |
| 3.º  | Ferro Carril Oeste | 3    | 3  | 1  | 1  | 1  | 4  | 5  | −1   |
| 4.º  | San Telmo          | 2    | 3  | 1  | 0  | 2  | 4  | 5  | −1   |

|  | Permaneció en la Primera División. |
|  | Descendió a la Primera B.          |
|  | Permaneció en la Primera B.        |

### Campeón de Primera C 1980

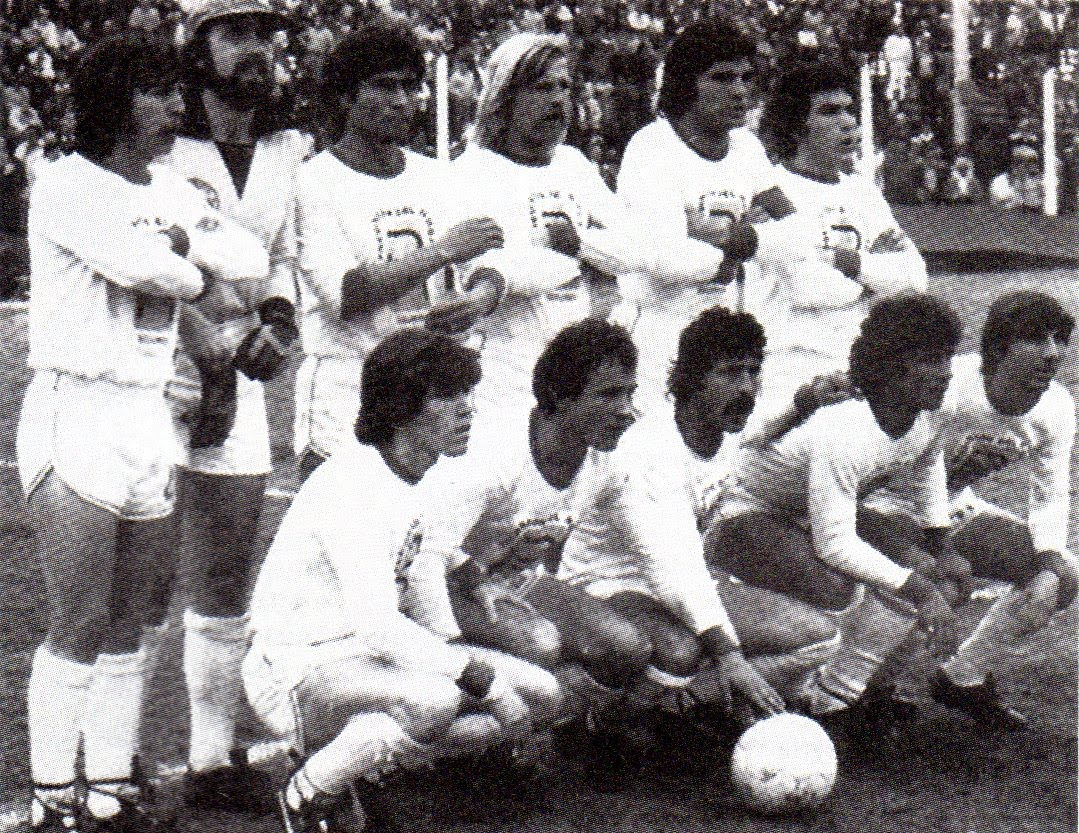
Escuadra del Deportivo Morón en la temporada de 1980 año en el que se consagran campeones.

En 1980 logra el campeonato de Primera C, ganándole en su cancha a Deportivo Merlo por 4-2, volviendo a la máxima categoría del ascenso (hasta en ese momento) luego de 2 años.
Durante su estancia en la antigua Primera B, el "Gallito" se enfrentó a dos de los cinco grandes, San Lorenzo de Almagro (descendido en el Metropolitano de 1981) y Racing Club (descendido en el Campeonato de Primera División de 1983). Ante estos dos "titanes" de Primera, Morón pudo hacerles frente, y hasta logró ganarles a ambos.
Como parte de los festejos por el ascenso de 1.ªC a 1.ª B en 1981 se organizó un partido contra la Selección de Alemania Democrática entonces en cancha de Deportivo Morón, correspondiendo la victoria al equipo visitante por 4-1, partido transmitido por Radio Rivadavia

### Partido histórico frente a San Lorenzo
El 22 de mayo de 1982 se jugó la fecha 15 del Campeonato de Primera B, Morón recibió en cancha de Huracán frente a una multitud ante el puntero San Lorenzo de Almagro (que hasta ese momento estaba invicto, con 9 victorias y 5 empates). El primer tiempo culminó en cero con una leve superioridad del elenco albirrojo. En el segundo tiempo se rompió el empate; A los cinco minutos del segundo tiempo, tras un centro de Marucci, Miguel Ángel Colombatti asiste de cabeza para la rápida entrada del "Rubio" Rojas para que este último abriera el marcador, 1-0 a favor de Morón. A los 10 minutos del mismo, el árbitro Aníbal Hay expulsó a Marucci, dejando a Morón con un jugador menos, situación que el "Ciclón" no desaprovechó, ya que minutos después llegó el empate azulgrana mediante la anotación de Jorge Rinaldi. Tan solo un minuto después del gol del empate, llegó otra expulsión en contra de Morón, en este caso para Vicente Stagliano. El empate en uno se mantuvo, hasta que a los 44 minutos se sancionó penal para Morón, la parcialidad de San Lorenzo rompió el alambrado y se suspendió el encuentro. El Tribunal de Disciplinas de la AFA le dio por ganado el partido a Morón por 1-0, esto significó la pérdida del invicto por parte de San Lorenzo. El encuentro de la segunda rueda se jugó en el Estadio de Vélez Sarsfield, y el mismo culminó en un discreto empate 0-0, ante una multitud (las ventas de entradas de éste encuentro solo fueron superadas por un Boca Juniors - Talleres de la Primera División).[cita requerida]
| Deportivo Morón | (1) 1 - 1 (0) | San Lorenzo |

### Histórico campeonato de 1984 y el partido contra Racing

El equipo titular del Deportivo Morón en el Campeonato de Primera B para enfrentar a Racing Club en el Estadio Presidente Perón, el 4 de agosto de 1984.

En el Campeonato de Primera B de 1984, se enfrentaron, primero, en la fecha 6 en el Estadio José Amalfitani, en el mismo, el "Gallo" lo derrotó por 1-0 con gol de Miguel Gambier. Mientras tanto, el partido de la segunda rueda se jugó en el Estadio Juan Domingo Perón, dicho encuentro lo ganó la Academia por 1-0 con un gol de Diego Castello. En este torneo, Morón finalizó en el cuarto puesto de la Zona B y disputó un octogonal para ascender a Primera División. En los cuartos de final lo esperaba nada más y nada menos que el campeón mundial Racing Club; Ambos encuentros se jugaron en el José Amalfitani. La ida fue triunfo de Racing por 2-1 con dos goles de Daniel Pavón, mientras que para el "Gallo" anotó Rubén Rota. El partido de vuelta fue con unas 20.000 personas[cita requerida] acompañando al conjunto de Avellaneda y al de Morón respectivamente. Morón dio el golpe y derrotó a la Academia con un gol de Rubén Rota, ganando el encuentro por 1-0, resultado que no le alcanzó para pasar a las semifinales del torneo a pesar de que el resultado global había sido 2-2 (Racing avanzó debido a que se encontraba mejor ubicado en la tabla general). En el Campeonato de Primera B de 1985 se volvieron a enfrentar, el partido de la primera rueda terminó 0-0, mientras que el partido de la segunda rueda se llevó la victoria el conjunto celeste y blanco por 3-0.

#### Zona B del Campeonato de Primera B en 1984
| Pos | Equipo                 | Pts | PJ | G  | E  | P  | GF | GC | DG  | Promedio |
| --- | ---------------------- | --- | -- | -- | -- | -- | -- | -- | --- | -------- |
| 1º  | Defensores de Belgrano | 55  | 42 | 24 | 7  | 11 | 58 | 36 | 22  | 45,33    |
| 2º  | Lanús                  | 49  | 42 | 19 | 11 | 12 | 67 | 48 | 19  | 43,00    |
| 3º  | Nueva Chicago          | 46  | 42 | 15 | 16 | 11 | 37 | 37 | 0   | 46,00    |
| 4º  | Deportivo Morón        | 44  | 42 | 14 | 16 | 12 | 54 | 44 | 10  | 41,00    |
| 5º  | Banfield               | 43  | 42 | 15 | 13 | 14 | 60 | 48 | 12  | 43,00    |
| 6º  | Talleres (RdE)         | 40  | 42 | 13 | 14 | 15 | 47 | 54 | -7  | 40,00    |
| 7º  | Estudiantes (BA)       | 40  | 42 | 14 | 12 | 16 | 43 | 56 | -13 | 41,00    |
| 8º  | Quilmes                | 38  | 42 | 9  | 20 | 13 | 49 | 50 | -1  | 42,00    |
| 9º  | El Porvenir            | 35  | 42 | 9  | 16 | 17 | 47 | 66 | -19 | 38,67    |
| 10º | All Boys               | 34  | 42 | 10 | 13 | 19 | 42 | 55 | -13 | 38,67    |
| 11º | Deportivo Italiano     | 30  | 42 | 7  | 16 | 19 | 40 | 63 | -23 | 40,67    |

|  |                                                 |
|  | Clasificado al reducido por el segundo ascenso. |

En 1986 para darle más oportunidades a los clubes del ámbito federal del país se creó el torneo de Nacional B, donde Deportivo Morón no logró clasificarse para jugar esa divisional, por lo cual empezó a participar en la Primera B Metropolitana.

### Campeón B Metropolitana 1989/1990
Salvador Daniele ideó, formó y dirigió a uno de los equipo más recordados de la historia del Deportivo Morón.
Cuando empezaba a definirse el campeonato, Morón tuvo que afrontar dos partidos durísimos, ante Chicago en la fecha 29 y Chacarita Juniors en la fecha 31.
El partido ante el club de Mataderos en condición de visitante, terminó 3-2 a favor del Gallo con goles de Espíndola y Pasceri; mientras que el partido ante el equipo de Villa Maipú terminó con un ajustado 1-0 (Oscar Ledesma). El cotejo es recordado por la agresión que sufrió en, aquel momento, el llamado juez de línea.
El día tan ansiado llegó el 14 de abril de 1990 en el Estadio Francisco Urbano. El rival de turno fue Defensores de Belgrano y el 2-0 a favor de Morón le sirvió para consagrarse campeón, y también decretó el descenso de Defensores. Los goles de aquella recordada tarde los marcaron Víctor Alarcón y Fabián Nardozza.
En dicha campaña, que culminó con un empate ante El Porvenir 2-2, el Deportivo Morón acumuló 44 puntos, ascendió a la B Nacional y tuvo la posibilidad de jugar el Torneo Decagonal para intentar llegar a Primera División.

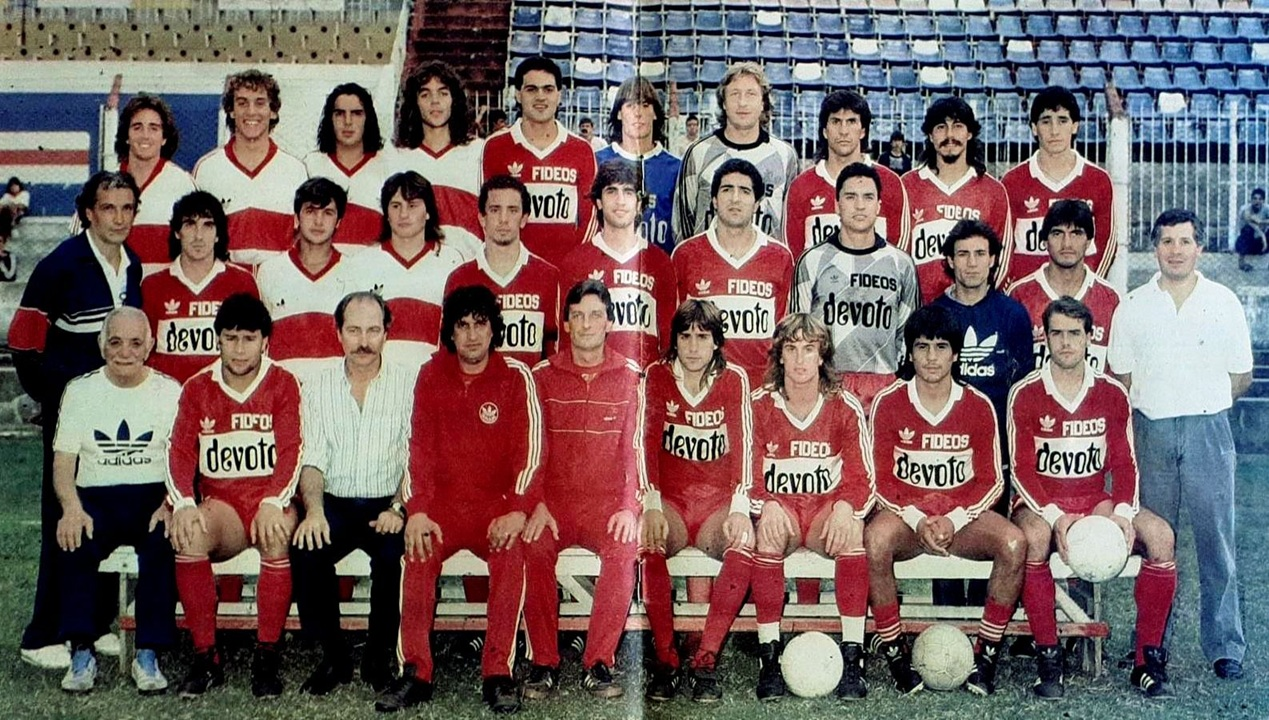
La formación titular de Morón en el año 1990, cuando salió campeón.

#### Tabla de campeonato de Primera B Metropolitana 1989-90
| Pos  | Equipo                 | Pts | PJ | PG | PE | PP | GF | GC | Dif |
| ---- | ---------------------- | --- | -- | -- | -- | -- | -- | -- | --- |
| 01.º | Deportivo Morón        | 44  | 32 | 16 | 12 | 4  | 44 | 27 | 17  |
| 02.º | Atlanta                | 40  | 32 | 13 | 14 | 5  | 40 | 20 | 20  |
| 03.º | All Boys               | 39  | 32 | 14 | 11 | 7  | 38 | 28 | 10  |
| 04.º | Deportivo Laferrere    | 38  | 32 | 12 | 14 | 6  | 43 | 37 | 6   |
| 05.º | Nueva Chicago          | 37  | 32 | 14 | 9  | 9  | 48 | 32 | 16  |
| 06.º | Deportivo Merlo        | 36  | 32 | 12 | 12 | 8  | 44 | 33 | 11  |
| 07.º | El Porvenir            | 36  | 32 | 12 | 12 | 8  | 39 | 38 | 1   |
| 08.º | Central Córdoba (R)    | 34  | 32 | 14 | 6  | 12 | 42 | 31 | 11  |
| 09.º | Estudiantes            | 32  | 32 | 8  | 16 | 8  | 27 | 28 | -1  |
| 10.º | Ituzaingó              | 30  | 32 | 13 | 4  | 15 | 36 | 46 | -10 |
| 11.º | Arsenal                | 29  | 32 | 8  | 13 | 11 | 32 | 34 | -2  |
| 12.º | Temperley              | 29  | 32 | 7  | 15 | 10 | 27 | 30 | -3  |
| 13.º | Chacarita Juniors      | 27  | 32 | 9  | 11 | 12 | 30 | 28 | 2   |
| 14.º | Almagro                | 26  | 32 | 8  | 10 | 14 | 39 | 49 | -10 |
| 15.º | Defensores de Belgrano | 26  | 32 | 6  | 14 | 12 | 33 | 43 | -10 |
| 16.º | San Miguel             | 23  | 32 | 7  | 9  | 16 | 26 | 47 | -21 |
| 17.º | Argentino de Quilmes   | 16  | 32 | 4  | 8  | 20 | 20 | 57 | -37 |

|  |

|  |                                        |
|  | Campeón. Ascendió al Nacional B.       |
|  | Clasificado al Torneo Zonal Sureste.   |
|  | Clasificados al Torneo Zonal Noroeste. |

1. ↑  A Chacarita se le descontaron 2 puntos.

### Descenso y mal momento deportivo e institucional
Ya en la temporada 1999/2000, después de estar durante 10 años en la segunda división del fútbol argentino, desciende a la  Primera B Metro por malas campañas.

### Promoción por el ascenso en 2006
Desde 2000 hasta 2017 militó en la Tercera División del Fútbol Argentino (Primera B), donde estuvo cerca de ascender en varias oportunidades. Una de ellas fue en la promoción del año 2006, jugada contra Defensa y Justicia: El primer encuentro se jugó en el Estadio Francisco Urbano y finalizó en un discreto 1-1. La revancha se jugó en el Estadio Norberto Tomaghello, el cotejo lo comenzó ganando el local, marcando el jugador Rubén Ferrer, pero el Gallo lo dio vuelta con un doblete de Damián Akerman y otro gol de Ceferino Denis, imponiéndose, hasta ese momento, por 3-1. Todo estaba listo para que Morón ascendiera de categoría, y es lo que se creía hasta los 47 minutos del segundo tiempo. Un cabezazo de pique al suelo de Marcos Ramírez marcó el 3-2 parcial, y en la última jugada del partido, ocurrida a los 49 minutos, Ezequiel Miralles tenía un tiro libre inmejorable y, posiblemente, el de más presión de toda su vida, ocho jugadores del conjunto visitante tapaban la vista del arquero moronense Maximiliano Gagliardo, el "10" del conjunto de Florencio Varela disparó al palo del arquero cuando todos creían que dispararía al palo izquierdo, entrando en el ángulo derecho, decretando el 3-3 final.
|  |

| Promoción 1                                                                                    | Promoción 1 | Promoción 1        | Promoción 1         | Promoción 1 |
| Local                                                                                          | Resultado   | Visitante          | Estadio             | Fecha       |
| ---------------------------------------------------------------------------------------------- | ----------- | ------------------ | ------------------- | ----------- |
| Deportivo Morón                                                                                | 1 - 1       | Defensa y Justicia | Francisco Urbano    | 31 de mayo  |
| Defensa y Justicia                                                                             | 3 - 3       | Deportivo Morón    | Norberto Tomaghello | 3 de junio  |
| Defensa y Justicia conservó la categoría gracias a la ventaja deportiva con un global de 4 - 4 |             |                    |                     |             |

### Subcampeonato Primera B Metropolitana 2007-08
En la temporada 2007-08 terminó con un subcampeonato, escolta de All Boys y eliminado en cuartos de final del reducido a manos de Sarmiento de Junín.
| Pos | Equipo                 | Pts | PJ | PG | PE | PP | GF | GC | DIF |
| --- | ---------------------- | --- | -- | -- | -- | -- | -- | -- | --- |
| 1º  | All Boys               | 85  | 40 | 25 | 10 | 5  | 69 | 29 | +40 |
| 2º  | Deportivo Morón        | 70  | 40 | 19 | 13 | 8  | 55 | 38 | +17 |
| 3º  | Sportivo Italiano      | 69  | 40 | 18 | 15 | 7  | 46 | 32 | +14 |
| 4º  | Atlanta                | 67  | 40 | 19 | 10 | 11 | 56 | 36 | +20 |
| 5º  | Los Andes              | 64  | 40 | 18 | 10 | 12 | 52 | 53 | -1  |
| 6º  | Comunicaciones         | 63  | 40 | 16 | 15 | 9  | 53 | 35 | +18 |
| 7º  | Deportivo Armenio      | 61  | 40 | 15 | 16 | 9  | 53 | 35 | +18 |
| 8º  | Brown (A)              | 60  | 40 | 16 | 12 | 12 | 58 | 48 | +10 |
| 9º  | Sarmiento (J)          | 57  | 40 | 15 | 12 | 13 | 58 | 52 | +6  |
| 10º | Estudiantes            | 54  | 40 | 14 | 12 | 14 | 59 | 52 | +7  |
| 11º | Tristán Suárez         | 54  | 40 | 14 | 12 | 14 | 53 | 53 | 0   |
| 12º | Temperley              | 52  | 40 | 13 | 13 | 14 | 38 | 35 | 3   |
| 13º | Central Córdoba        | 50  | 40 | 13 | 11 | 16 | 39 | 45 | -6  |
| 14º | Flandria               | 49  | 40 | 11 | 16 | 13 | 41 | 45 | -4  |
| 15º | Social Español         | 46  | 40 | 12 | 10 | 18 | 41 | 59 | -18 |
| 16º | Acassuso               | 44  | 40 | 11 | 11 | 18 | 48 | 50 | -2  |
| 17º | Defensores de Belgrano | 43  | 40 | 9  | 16 | 15 | 45 | 61 | -16 |
| 18º | Talleres (RE)          | 43  | 40 | 9  | 16 | 15 | 30 | 46 | -16 |
| 19º | Deportivo Merlo        | 36  | 40 | 7  | 15 | 18 | 38 | 55 | -17 |
| 20º | San Telmo              | 35  | 40 | 9  | 8  | 23 | 43 | 72 | -29 |
| 21º | Cambaceres             | 26  | 40 | 5  | 11 | 24 | 36 | 80 | -44 |

|  | Campeón. Ascendió a la Primera B Nacional.         |
|  | Clasificados para el Torneo Reducido.              |
|  | Ganador del Torneo Reducido. Disputó la promoción. |

### Final de Primera B 2015
En el año 2015 llegó a la final del Torneo Reducido para disputar, nuevamente, el ascenso a la Primera B Nacional, dejando en el camino de cuartos de final a Barracas Central 2-0 y en el de semifinales a Defensores de Belgrano por 2-1. La final la disputó contra Almagro, en la ida, jugada en el Estadio Tres de Febrero, un contundente 0-4 dejaría a Morón prácticamente eliminado. El partido de vuelta se jugó en el Nuevo Francisco Urbano, unas 16.000 personas[cita requerida] apoyaron al equipo a pesar de que el contexto no era del todo alentador. Luego de un empate 1-1, y la consecuente derrota en el global, la hinchada local sostuvo importantes incidentes con la policía.

#### Semifinal y final
|  | Semifinales            | Semifinales            | Semifinales     |   |   |   | Final                            | Final                            | Final                            | Final                            | Final                            |  |
|  | 24 de noviembre        | 24 de noviembre        | 24 de noviembre |   |   |   | 28 de noviembre y 7 de diciembre | 28 de noviembre y 7 de diciembre | 28 de noviembre y 7 de diciembre | 28 de noviembre y 7 de diciembre | 28 de noviembre y 7 de diciembre |  |
|  |                        |                        |                 |   |   |   |                                  |                                  |                                  |                                  |                                  |  |
|  | Estudiantes            | Estudiantes            | 1               |   |   |   |                                  |                                  |                                  |                                  |                                  |  |
|  | Almagro                | Almagro                | 3               |   |   |   |                                  |                                  |                                  |                                  |                                  |  |
|  |                        |                        |                 |   |   |   | Almagro                          | Almagro                          | 4                                | 1                                | 5                                |  |
|  |                        | Deportivo Morón        | Deportivo Morón | 0 | 1 | 1 |                                  |                                  |                                  |                                  |                                  |  |
|  | Defensores de Belgrano | Defensores de Belgrano | 1               |   |   |   |                                  |                                  |                                  |                                  |                                  |  |
|  | Deportivo Morón        | Deportivo Morón        | 2               |   |   |   |                                  |                                  |                                  |                                  |                                  |  |

### Ascenso a Nacional B 2017
El 2017 fue un gran año para el club. El 6 de junio se consagró campeón de la B Metropolitana y ascendió a la B Nacional después de 17 años tras ganarle a Platense por 2-1 con goles de Javier Rossi y Rodrigo Díaz. En dicho campeonato se mantuvo en el primer puesto desde la fecha número 16 cuando derrotó por 1-0 a San Telmo, a partir de ahí, jamás pudieron "destronar" a Morón, siendo posteriormente campeón de la liga a falta de 4 fechas y lo finalizó sacándole 8 puntos a su escolta, Deportivo Riestra.

### Campeón de la Primera B Metropolitana 2016-17
| Pos. | Equipo                 | Pts. | PJ | PG | PE | PP | GF | GC | Dif. |
| ---- | ---------------------- | ---- | -- | -- | -- | -- | -- | -- | ---- |
| 01.º | Deportivo Morón        | 66   | 36 | 17 | 15 | 4  | 47 | 22 | 25   |
| 02.º | Deportivo Riestra      | 58   | 36 | 16 | 10 | 10 | 53 | 37 | 16   |
| 03.º | Atlanta                | 57   | 36 | 15 | 12 | 9  | 45 | 33 | 12   |
| 04.º | Comunicaciones         | 55   | 36 | 15 | 10 | 11 | 45 | 33 | 12   |
| 05.º | Defensores de Belgrano | 54   | 36 | 14 | 12 | 10 | 32 | 28 | 4    |
| 06.º | Estudiantes            | 52   | 36 | 13 | 13 | 10 | 42 | 38 | 4    |
| 07.º | Barracas Central       | 51   | 36 | 13 | 12 | 11 | 50 | 40 | 10   |
| 08.º | Deportivo Español      | 51   | 36 | 14 | 9  | 13 | 38 | 33 | 5    |
| 09.º | Platense               | 51   | 36 | 13 | 12 | 11 | 32 | 30 | 2    |
| 10.º | Almirante Brown        | 51   | 36 | 13 | 12 | 11 | 30 | 38 | −8   |
| 11.º | San Telmo              | 49   | 36 | 14 | 7  | 15 | 42 | 38 | 4    |
| 12.º | UAI Urquiza            | 48   | 36 | 13 | 9  | 14 | 33 | 39 | −6   |
| 13.º | Fénix                  | 46   | 36 | 10 | 16 | 10 | 40 | 37 | 3    |
| 14.º | Tristán Suárez         | 41   | 36 | 10 | 11 | 15 | 31 | 47 | −16  |
| 15.º | Acassuso               | 40   | 36 | 6  | 22 | 8  | 36 | 35 | 1    |
| 16.º | Talleres (RdE)         | 40   | 36 | 11 | 7  | 18 | 43 | 52 | −9   |
| 17.º | Colegiales             | 37   | 36 | 9  | 10 | 17 | 32 | 48 | −16  |
| 18.º | Villa San Carlos       | 36   | 36 | 8  | 12 | 16 | 26 | 41 | −15  |
| 19.º | Excursionistas         | 31   | 36 | 6  | 13 | 17 | 32 | 60 | −28  |

|  | Campeón. Ascendió a la Primera B Nacional.       |
|  | Clasificaron al reducido por el segundo ascenso. |

La tabla que consagró al Gallito como campeón de la Primera B Metropolitana: 66 puntos producto de 17 partidos ganados, 15 empatados y tan solo 4 partidos perdidos.
|  |

### Semifinalista de la Copa Argentina 2016-17
Logró alcanzar la semifinal de la Copa Argentina 2016-17 tras derrotar en el camino a cuatro equipos de Primera División: Patronato de Paraná (treintaidosavos de final), San Lorenzo de Almagro (dieciseisavos de final), Unión de Santa Fe (octavos de final) y  Olimpo de Bahía Blanca (cuartos de final). Morón fue derrotado por River Plate en la instancia de semifinal (instancia en la que, hasta ese momento, supo mantener la valla invicta, producto de 4 goles a favor y ninguno en contra).

#### Encuentro histórico frente a River
| River Plate 2 1 3 | Bandera de la Ciudad de Buenos Aires | vs. | Bandera de la Provincia de Buenos Aires | Deportivo Morón 0 0. |

En el retorno a la B Nacional en la temporada 2017-18, finalizó con una temporada más que aceptable, quedando en el puesto número 11 de 25 participantes, a tan solo 2 puntos de jugar el reducido para ascender a la Primera División. En el mismo torneo estuvo invicto durante 12 fechas consecutivas, desde el partido perdido 0-1 contra Juventud Unida de Gualeguaychú hasta el 1-2 que le propinó Quilmes.

### Temporada 2018-19 de Primera Nacional
La temporada 2018-19 no fue de las mejores para el Gallito, se salvó del descenso en la fecha 22, luego de derrotar a Olimpo por 1-0 y una seguidilla de 3 victorias consecutivas (1-0 a Olimpo, 1-0 a Atlético de Rafaela y 3-0 a Los Andes, con un triplete de Damián Akerman y condenando al "Milrayitas" a jugar en la próxima temporada la B Metro), finalizó en el puesto 15 de 25.

### Primera Nacional 2019-20
En el Campeonato de Primera Nacional 2019-20 hizo, hasta el momento, su mejor campaña desde su retorno a la máxima categoría del ascenso. Desde la primera fecha hasta la suspensión de la liga debido a la Pandemia de COVID-19 estaba bien firme, quedando al final de la última fecha disputada, en el puesto 5, a tan solo 9 puntos del primero y los mismos puntos que el 4.º (último en entrar al reducido).
El Campeonato de Transición de la Primera Nacional fue la "reanudación" del campeonato anterior. En este campeonato no le fue del todo bien, clasificó para pelear un lugar en la final por el ascenso directo a la Primera "A" (ya que quedó entre los primeros 8 en el torneo regular) pero finalizó sexto, aun así, se clasificó para las eliminatorias por el segundo ascenso. En el mismo, eliminó agónicamente a Villa Dalmine en el Estadio Ciudad de Vicente López por 2-1; En la segunda instancia, jugada en el Estadio José Dellagiovanna perdió 0-1 frente a Deportivo Riestra, quedando eliminado del torneo.

##### Tabla de posiciones final
| Pos. | Equipo             | Pts. | PJ | PG | PE | PP | GF | GC | Dif. |
| ---- | ------------------ | ---- | -- | -- | -- | -- | -- | -- | ---- |
| 1.º  | Estudiantes (RC)   | 13   | 7  | 3  | 4  | 0  | 11 | 5  | 6    |
| 2.º  | Platense           | 13   | 7  | 3  | 4  | 0  | 10 | 6  | 4    |
| 3.º  | Estudiantes (BA)   | 12   | 7  | 3  | 3  | 1  | 13 | 10 | 3    |
| 4.º  | Agropecuario       | 10   | 7  | 3  | 1  | 3  | 7  | 11 | −4   |
| 5.º  | Atlanta            | 8    | 7  | 2  | 2  | 3  | 12 | 12 | 0    |
| 6.º  | Deportivo Morón    | 6    | 7  | 1  | 3  | 3  | 6  | 8  | −2   |
| 7.º  | Temperley          | 6    | 7  | 1  | 3  | 3  | 3  | 5  | −2   |
| 8.º  | Ferro Carril Oeste | 6    | 7  | 2  | 0  | 5  | 7  | 12 | −5   |

|  | Perdió la final por el título de campeón. Pasó a las semifinales de la etapa eliminatoria por el segundo ascenso. |
|  | Pasó a la tercera instancia de la etapa eliminatoria por el segundo ascenso.                                      |
|  | Pasaron a la primera instancia de la etapa eliminatoria por el segundo ascenso.                                   |

|  |

### Primera Nacional 2021, clasifica al reducido
En la temporada del año 2021 Morón sorprendió a propios y a extraños, al terminar peleando el ascenso a Primera División. Los participantes se dividieron en dos zonas, una de diecisiete equipos y otra de dieciocho (Morón terminaría integrando la de dieciocho, conocida como "zona B") en las que se jugaron dos ruedas por el sistema de todos contra todos. Los que ocuparon el primer puesto en ambos grupos fueron Tigre y Barracas Central, que se enfrentaron en una final a un solo partido y en cancha neutral, por el título de campeón (que obtuvo el primer ascenso) que terminó en manos de Tigre. El Deportivo Morón, en cambio, terminó por jugar el reducido por el segundo ascenso, al finalizar cuarto en su grupo. El rival en cuartos de final fue nada más y nada menos que uno de sus máximos rivales, Quilmes Atlético Club; en la ida, jugada en el Estadio Nuevo Francisco Urbano, empataron 2-2 gracias a los goles de Gastón González y Mateo Levato. En la vuelta, disputada en el Estadio Centenario, volvieron a empatar pero 1-1 con el gol de Guillermo Villalba, a lo que se resolverían las cosas por penales. Morón fue eliminado tras caer por 4-5 desde los doce pasos, y se despidió del torneo haciendo un papel mucho más que aceptable. Por otra parte, volvió a las copas nacionales tras asegurarse su boleto en la Copa Argentina 2022.

#### Tabla de posiciones final
| Pos. | Equipo                  | Pts. | PJ | PG | PE | PP | GF | GC | Dif. |
| ---- | ----------------------- | ---- | -- | -- | -- | -- | -- | -- | ---- |
| 1.º  | Barracas Central        | 58   | 34 | 15 | 13 | 6  | 43 | 33 | 10   |
| 2.º  | Ferro Carril Oeste      | 57   | 34 | 15 | 12 | 7  | 49 | 28 | 21   |
| 3.º  | Independiente Rivadavia | 56   | 34 | 14 | 14 | 6  | 47 | 39 | 8    |
| 4.º  | Deportivo Morón         | 53   | 34 | 16 | 5  | 13 | 36 | 34 | 2    |
| 5.º  | Güemes (SdE)            | 52   | 34 | 13 | 13 | 8  | 38 | 31 | 7    |
| 6.º  | Gimnasia y Esgrima (J)  | 52   | 34 | 13 | 13 | 8  | 34 | 29 | 5    |
| 7.º  | Brown de Adrogué        | 47   | 34 | 12 | 11 | 11 | 41 | 40 | 1    |
| 8.º  | Tristán Suárez          | 45   | 34 | 11 | 12 | 11 | 43 | 42 | 1    |
| 9.º  | Almagro                 | 43   | 34 | 11 | 10 | 13 | 41 | 40 | 1    |
| 10.º | Defensores de Belgrano  | 42   | 34 | 9  | 15 | 10 | 27 | 32 | −5   |
| 11.º | Instituto               | 40   | 34 | 8  | 16 | 10 | 33 | 39 | −6   |
| 12.º | All Boys                | 39   | 34 | 9  | 12 | 13 | 31 | 32 | −1   |
| 13.º | San Martín (SJ)         | 38   | 34 | 9  | 11 | 14 | 37 | 39 | −2   |
| 14.º | Villa Dálmine           | 38   | 34 | 7  | 17 | 10 | 25 | 30 | −5   |
| 15.º | Atlético de Rafaela     | 37   | 34 | 9  | 10 | 15 | 34 | 37 | −3   |
| 16.º | Guillermo Brown         | 37   | 34 | 7  | 16 | 11 | 25 | 32 | −7   |
| 17.º | San Telmo               | 37   | 34 | 8  | 13 | 13 | 34 | 50 | −16  |
| 18.º | Ramón Santamarina       | 33   | 34 | 6  | 15 | 13 | 23 | 34 | −11  |

#### Cuartos de final por el segundo ascenso
| Deportivo Morón | (4) 3 - 3 (5) | Quilmes |

## Clásicos y rivalidades

### Clásico del oeste
- Presione aquí para ver la historia del clásico del oeste.

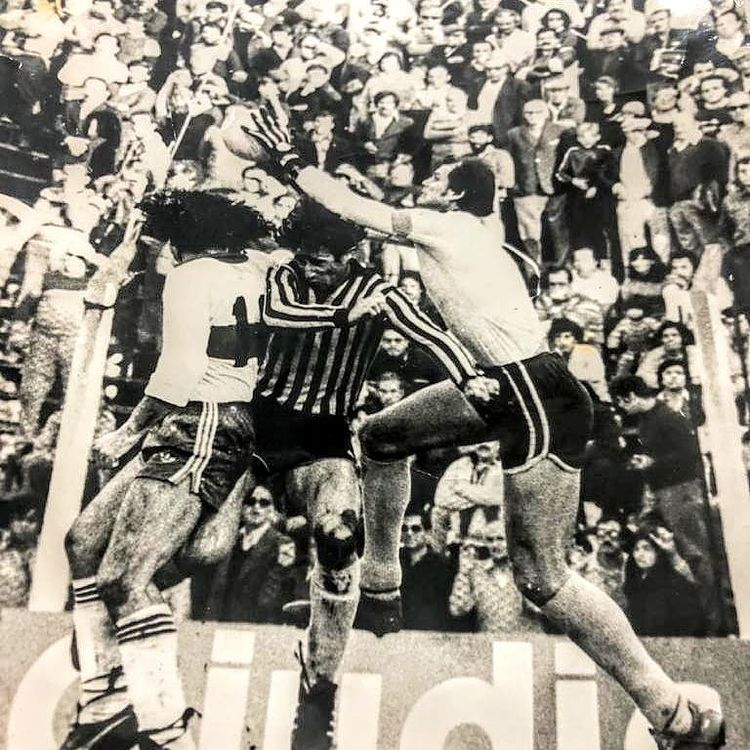
La intensidad del clásico del oeste en 1983, la histórica rivalidad entre Morón y Almirante se remonta a 1957.

 Deportivo Morón y Almirante Brown: los dos grandes del Oeste Diario Clarín, 31 de agosto de 2023

Archivo histórico de, Primera B 1966. Diario Crónica cita al "Clásico del Oeste" dejando a las claras y establecida la rivalidad histórica entre ambas instituciones, y como fue nombrado el Clásico Almirante-Morón desde sus inicios. El partido fue aburrido, sin goles y el cronista lo describió como "pequeño" por no cubrir las expectativas futbolísticas de un clásico, y calificó el desempeño de cada equipo con un 0 (cero). Además este fue el último partido que disputó Almirante en su anterior estadio de San Justo. Diario Crónica 18 de diciembre de 1966

El clásico rival histórico del Club Deportivo Morón es el Club Almirante Brown con quien disputa el clásico del oeste desde hace 68 años, uno de los Clásicos del fútbol argentino más tradicionales y  populares que se disputan en el fútbol metropolitano. Los clubes están localizados en la Zona Oeste del Gran Buenos Aires, Deportivo Morón en el Partido de Morón, mientras que Almirante Brown pertenece al Partido de La Matanza, ambos distritos son limítrofes, separados por la avenida Don Bosco con los estadios a 6,7 kilómetros de distancia, generando convivencias barriales entre sus parcialidades.
Si bien desde el primer partido ya existía la rivalidad por ser vecinos en la zona oeste, el antagonismo surgiría tan solo 18 meses después del primer duelo, hace 66 años, y ante la ráfaga de cuatro (4) victorias de Almirante Brown desde el comienzo. El 10 de enero de 1959 debido a incidentes en el estadio Francisco Urbano, con "suspensión del partido a los 13 minutos del segundo tiempo por falta de garantías", con la bronca por la cuarta derrota consecutiva  y la furia por el arbitraje con el segundo tanto en fuera de juego. Ese día hinchas del Gallito arrojaron proyectiles al campo de juego.

Archivo histórico de .La ráfaga de cuatro (4) triunfos consecutivos desde el inicio, de Almirante sobre sus vecinos de Morón, desataron la furia en la cuarta derrota.
El 10 de enero de 1959 acusaron al árbitro de favorecer al equipo de La Matanza con un gol en fuera de juego, se suspendió el partido, arrojaron proyectiles al campo de juego (donde también estaban los jugadores de Almirante) y un botellazo que lastimó al árbitro, la bronca de los hinchas de Morón hicieron que el juez Iacovino se tuviera que retirar escoltado de la policía. La seguidilla de victorias aurinegras generó el resentimiento y la desconfianza por arbitrajes, entre los vecinos de Morón y La Matanza. Dando inicio al tradicional antagonismo del clásico del oeste.

Posteriormente luego de agredir al juez con un botellazo que generó una herida, estuvo encerrado en el vestuario ante el intento de más agresiónes. El odio de parciales albirrojos hizo que José Iacovino se retirara escoltado por la policía, dado que los directivos de Morón lo acompañaban solo a la puerta, generando el encono posterior de ambas instituciones ante los continuos triunfos aurinegros, con sospechas en fallos arbitrales.
Este tradicional enfrentamiento es considerado por los aficionados y la prensa de ambos equipos como su clásico rival histórico.
 Y por esas extrañas vueltas del destino, al Gallo le toca afrontar el partido más esperado del calendario, frente a su clásico rival de La Matanza. A la espera de uno de esos cotejos que invariablemente marca el destino inmediato de cada uno de los adversarios históricos, por el valor anímico y emocional que encierran triunfos de estas características tan especiales. Ante Almirante Brown, el Gallito busca hacer “sonar” a su antagonista de siempre.martes 6 de diciembre de 2016, extracto del medio partidario Club Deportivo Morón "El Gallito" 
Más allá que ahora Almirante Brown tiene equipos adversarios y enemigos, el verdadero clásico y rival más añejo es ante Deportivo Morón, cuyos primeros enfrentamientos futbolísticos se remontan a 1957. 10 de junio de 2002, extracto, "Almirante de mi vida", página 107

#### Historial desde 1957
- Actualizado hasta junio de 2025.

| Competición             | Partidos | Victorias Morón | Empates | Victorias Almirante | Goles Morón | Goles Almirante |
| ----------------------- | -------- | --------------- | ------- | ------------------- | ----------- | --------------- |
| Primera Nacional        | 23       | 4               | 14      | 6                   | 30          | 31              |
| Primera B               | 37       | 14              | 12      | 11                  | 41          | 35              |
| Primera B Metropolitana | 25       | 8               | 9       | 8                   | 33          | 33              |
| Segunda de Ascenso      | 6        | 1               | 0       | 5                   | 3           | 12              |
| Total                   | 92       | 27              | 35      | 30                  | 107         | 111             |

### Clásico contra Chicago

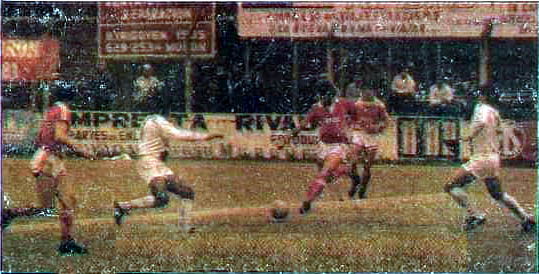
Victoria de Morón como local en el clásico contra Chicago disputado el 20 de agosto de 1988.

El enfrentamiento con Nueva Chicago es un clásico cuya rivalidad es intensa desde hace 43 años por reiterados incidentes entre ambas hinchadas.
Si bien no hay una cercanía geográfica, este encuentro tiene atracción debido a la repetición de partidos en décadas pasadas, el primero fue disputado hace 65 años,
Este clásico le sirvió de inspiración a Eduardo Sacheri para la creación de uno de los cuentos de la obra llamada Los Traidores publicada en 2002.

Morón-Chicago, duelo antiguo y renovado de fútbol en una eterna rivalidad afincada en el corazón del oeste.
martes 22 de septiembre de 1981, revista El Gráfico, crónica de Manuel Martín.

#### Historial desde 1960
| Competición             | Partidos | Victorias Morón | Empates | Victorias Chicago | Goles Morón | Goles Chicago |
| ----------------------- | -------- | --------------- | ------- | ----------------- | ----------- | ------------- |
| Primera División        | 2        | 0               | 2       | 0                 | 1           | 1             |
| Primera B               | 44       | 12              | 18      | 14                | 56          | 57            |
| Primera Nacional        | 30       | 10              | 14      | 6                 | 51          | 51            |
| Primera B Metropolitana | 19       | 5               | 8       | 6                 | 18          | 16            |
| Total                   | 95       | 27              | 42      | 26                | 126         | 125           |

### Rivalidades
- Chacarita Juniors: Con Chacarita Juniors posee una fuerte rivalidad desde los años 90 [42]que se acentuó definitivamente en 1998 debido a incidentes entre las parcialidades de los clubes, siendo acompañada la afición de Morón por la de Tigre (uno de los clásicos rivales de Chacarita) al estadio de Villa Maipú.[43] Cuenta con un historial de 22 partidos, con 6 victorias de Morón y 6 de Chacarita.[44]
- Defensores de Belgrano: Los duelos ante el Dragón son conocidos en el ascenso por la disputa de partidos trascendentales y que en oportunidades derivan en incidentes, tanto entre jugadores como por parte de la hinchada.[45][46][47][48][49] Es válido mencionar la cantidad de encuentros disputados entre el "Gallo" y el "Dragón" (88, con 35 victorias albirrojas y 25 rojinegras), que éste rival sostiene una afinidad con Almirante Brown, el clásico rival histórico del "Gallo" y que en toda la historia de este tradicional enfrentamiento, Morón fue el encargado de condenar al descenso a Defensores a la Primera C en dos ocasiones.
- All Boys: En un principio hubo una convivencia pacífica entre ambas hinchadas, pues había una afinidad importante, pero como suele ocurrir cuando ese vínculo se rompe los equipos se tornan rivales. Su rivalidad comenzó por los constantes encuentros entre ambas instituciones en la década de los 90's y la fuerte rivalidad que el conjunto blanquinegro poseía con Tigre, el gran amigo de Morón. El historial cuenta con casi 80 partidos oficiales, de los cuales Morón ganó 28 y el "Albo" 24.[50][51][52]

#### Otras rivalidades
También sostiene una fuerte rivalidad con:
Platense, Quilmes, Estudiantes de Caseros, Atlanta, Huracán, Temperley y Sarmiento de Junín. Existe cierta rivalidad aunque en menor medida con Deportivo Merlo, Deportivo Laferrere y San Miguel dada la cercanía con estos equipos.

## Presidentes
Presidentes por época
| - Filiberto Ferrante (1947-1948) - Miguel Piantoni (1948-1949) - Alejandro Imposti (1949-1950) - Vicente Natera (1950-1952) - Alfredo Guerrieri (1952-1953) - Lorenzo Capelli (1953-1954) - Juan Káiser (1957-1958) - Francisco Acosta Ramírez (1958-1959) - Francisco Urbano (1959-1964) - Víctor Ramallo (1964-1966) - Francisco Urbano (1966-1968) - Virgilio Machado Ramos (1968-1971) - Manuel Aguirre (1971-1972) - Francisco Urbano (1972-1973) - José Luis Capurro (1978-1980) | - Virgilio Machado Ramos (1980-1984) - José Luis Capurro (1984-1986) - Rubén Grosso (1986-1987) - Virgilio Machado Ramos (1987-1993) - Hugo Toschi (1993-1996) - Néstor Achinelli (1996-1997) - Hugo Toschi (1997) - Jorge Ruíz (1997-2000) - Alberto Samid (2000-2001) - Roque Capricciuolo (2001-2004) - Alberto Meyer (2004-2010) - Jorge Ruíz (2010-2012) - Diego Spina (2012-2015) (licencia) - Pablo Sauro (2015-2016) - Alberto Meyer (2016-2019) - Roque Labozzeta (2019-2020) - Gabriel Mansilla (2020-2023) |

### Comisión directiva
| Comisión directiva 2020-2023 |
| |
| - Presidente: Gabriel Mansilla - Vicepresidente 1°: Juan Carlos Pini - Vicepresidenta 2°: Johanna Torres - Secretario: Gastón Capurro - Prosecretario: Ezequiel D’Emilio - Tesorero: Gastón Previdere - Protesorero: Pablo Sauro - Secretario de Actas: Ariel Remolina |
| |

| Comisión directiva |
| |
| - Vocales Titulares: - 1°) Edgardo Rodríguez - 2°) Oscar Richelet - 3°) Jorge Delvalle - 4°) Carlos Rodríguez - 5°) Celeste Cianfagna - 6°) Maximiliano González Fraga - 7°) Leandro Villarruel - 8°) Fernando Cabañez - 9°) Mabel Peña - 10°) Sergio Fabián Faijó - 11°) Roberto Gerard - 12°) Carlos Sorensen - 13°) Alejandro Della Mónica - 14°) Sabrina Gagliardo - 15°) Edgardo Zamora - Vocales Suplentes: - 1°) Ariel Carlos Casares - 2°) Facundo Miranda - 3°) Juan Núñez - 4°) Matías Bellani - 5°) Aníbal Labbozzetta - 6°) Facundo Silva - 7°) Guillermo Martínez |
| |

| Comisión directiva |
| |
| - Comisión Fiscalizadora Titulares: - 1°) Claudio Bertolé - 2°) Darío Oliveto - 3°) Jorge Monzón - Comisión Fiscalizadora Suplentes: - 1°) Néstor Rodríguez - 2°) Estefanía Franco |
| |

## Simbología

### Escudo

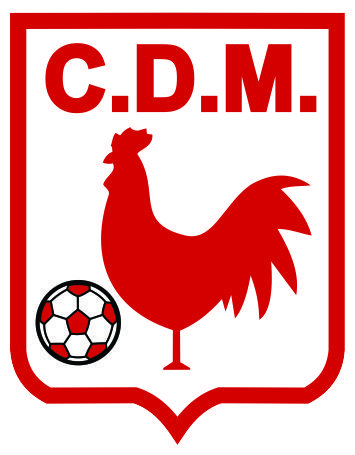
Escudo del Deportivo Morón en 1970.

El escudo actual del Club Deportivo Morón, a diferencia del que fue utilizado en 1970, tiene forma de escudo francés moderno el cual tiene fondo blanco y con contorno de color rojo, en el centro se encuentra el dibujo de un gallo de color rojo sosteniendo un balón de fútbol, y en la parte superior se encuentran las siglas C.D.M que significan, Club Deportivo Morón. Y sobre el mismo se encuentra el número 1947, año de su fundación.

### Apodo

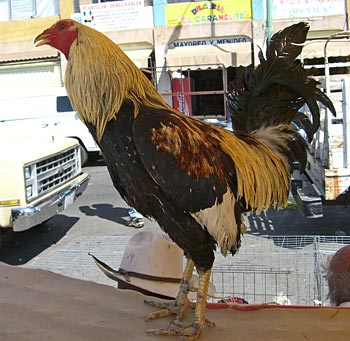
Gallo de pelea.

Al Deportivo Morón se lo conoce como "El Gallo" o "Gallito". El animal está presente en el escudo del club y está representado en la mascota que acompaña en los partidos de local al primer equipo.

#### Historia
Algunos confunden a Morón de la Frontera con el origen de nuestra ciudad pero la ciudad andaluza no tiene relación con la fundación de Morón. EL nombre de nuestra ciudad se debe al Capitán Don Diego Morón. Y el gallo que está en esa ciudad española tampoco tiene nada en común con el de aquí. El Gallo de Morón de la Frontera es desplumado y ellos lo muestran con orgullo. Es la muestra de la victoria contra un desalmado recaudador de impuestos. Los vecinos se organizaron para sacarlo del pueblo. Tuvo que salir desnudo y gritando. Nuestro Gallo al igual que el que está en la ciudad de Morón en Cuba, es con muchas plumas y aguerrido. Nuestro símbolo viene de las riñas de gallo que se hacían en estos pagos. Según cuenta el Padre Juan Presas en su libro "El Gallo de Morón. Su historia"  el Club Deportivo Morón fue el que mantuvo viva la leyenda del Gallo en la zona. Y tiene razón. En 1955 apareció en la "Revista Morón Deportivo" una nota titulada Los Gallos se aprontan. Hablaba de la preparación de los futbolistas con vistas al Torneo de Tercera de Ascenso de ese año. Tres años más tarde, los once jugadores del Deportivo Morón salieron a la cancha con un gallo bordado en la camisa. En 1959, el día que Morón consiguió su segundo campeonato, saltó a la cancha un gallo como mascota. Y en 1962, el club lo adoptó como su símbolo en el estatuto. Adolfo Sperati viajó junto a Monseñor Raspanti a Morón de la Frontera en 1960 y finalmente el Gallo que está en la plaza San Martín de Morón se colocó en 1963. "La Intendencia Municipal instituyó desde 1968, la figura del Gallo de Morón, estatuilla con la que se distingue a personas, instituciones y organismos que se destacan por una excepcional actuación en favor del bienestar social de la comunidad, o como apoyo de las manifestaciones del arte, la ciencia y la técnica" destacaron del archivo. 
La razón por la que nuestra institución adoptó este símbolo podría ser que un abuelo de los hermanos Cadó trajo los gallos de riña desde Uruguay. Alberto y Carlos Cadó fueron jugadores de Los Piratas y fundadores del club en junio de 1947. Angelica Cadó, esposa de Carlos Pagano, también formó parte de la fundación del Deportivo Morón.

## Evolución del uniforme
La camiseta tradicional del Club Deportivo Morón es blanca con una franja horizontal roja que atraviesa el pecho. Pero este no fue el único modelo que utilizó el Gallo en su historia, allá por el año 1947, el por entonces Sportivo Morón utilizaba una camiseta con franjas verticales blancas y rojas, similar a la de Estudiantes de la Plata o Unión de Santa Fe.
En el año 1951, el Gallo dejó el amateurismo para formar parte de la Asociación del Fútbol Argentino, un año más la fábrica de ropa deportiva Sportlandia, muy conocida por la zona oeste, le fabricó una camiseta con una banda roja cruzada de izquierda a derecha.
Pero fue en el año 1962, cuando el Gallo, que militaba en la Segunda categoría del fútbol argentino, utilizó por primera vez la "franja roja", camiseta que representa al Deportivo Morón en el fútbol argentino.
Además de la camiseta tradicional, otras alternativas fueron adoptadas por el pueblo moronense, como algunas totalmente rojas o azules. La camiseta roja con cuello blanco hizo su aparición en el año 1956, a diferencia de la azul que se estrenó en 1995 hecha por marca deportiva Olan.

También hubo otras camisetas menos relevantes como un modelo totalmente gris realizado por Topper, la negra con rayas grises horizontales de TBS o la blanca con las mangas rojas y una "M" encerrada en un círculo que quedó en el olvido allá por los años 60.

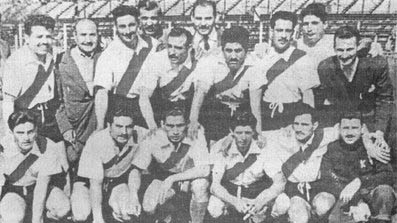
Uniforme del Deportivo Morón en el año 1955

A partir de 1962 se comenzó a utilizar la camiseta blanca con una banda roja horizontal. Entre los años 1968-1969 y 1995-1998, el club utilizó una camiseta con varias franjas horizontales rojas.
Su uniforme de visitante históricamente fue completamente rojo, el equipo llegó a adaptar detalles azules como alternativa que perduran hasta hoy. El uniforme visitante suele variar por temporadas utilizando diferentes colores como el granate, violeta y azul.
| 1951-1962 | 1951-1955 | 1968-1969 / 1996-1998 / 2016 | 1978, 1994-1995 | 1962-1968 / 1970-presente |

### Uniformes titulares
| 1978-80 | 1981 | 1982-83 | 1984-86 | 1986-88 | 1988-92 | 1992-93 | 1994 | 1994-95 |

| 1995-98 | 1998-2000 | 2000-02 | 2002-03 | 2003-04 | 2004-05 | 2005-07 | 2007-09 | 2010 |

| 2011 | 2012 | 2013 | 2013-14 | 2015 | 2016 | 2017 | 2017-18 | 2018-19 |

| 2019-21 | 2021-23 | 2023 | 2024 | 2025 |

### Uniformes Suplentes
| 1947-77 | 1978-79 | 1980-81 | 1982-86 | 1986-88 | 1988-90 | 1990-92 | 1992-93 | 1994 |

| 1994-95 | 1995-2000 | 2000-02 | 2002-03 | 2003-04 | 2004-05 | 2005-07 | 2007-09 | 2010 |

| 2011 | 2012 | 2013 | 2013-14 | 2015 | 2016 | 2017 | 2017-18 | 2018 |

| 2018-19 | 2019-20 | 2020-21 | 2021-23 | 2023 | 2024 | 2025 |

### Uniformes terceros
| 1971-74 | 1982-90 | 1990-91 | 1991-93 | 2000-02 | 2002-03 | 2011 | 2012 | 2013 |

| 2013-14 | 2015-16 | 2018-19 | 2021-23 | 2023 | 2024 |

### Indumentaria y patrocinador
| Período       | Logo                         | Proveedor | Patrocinador/es      | Patrocinador/es secundario/s                                                 |
| ------------- | ---------------------------- | --- | -------------------- | ---------------------------------------------------------------------------- |
| 1980-1981     |                              | Sportlandia                                                                                                  | Prevención del Hogar | Ninguno                                                                      |
| 1982          |                              | Adidas | Expreso Argentino    | Ninguno                                                                      |
| 1983          | Hotel Presidente             | Adidas |                      | Ninguno                                                                      |
| 1984          | Robertino Hombres            | Adidas |                      | Ninguno                                                                      |
| 1985-1986     | Zummy                        | Adidas |                      | Ninguno                                                                      |
| 1986-1992     | Fideos Devoto                | Adidas |                      | Ninguno                                                                      |
| 1992-1993     | El Surco Compañía de Seguros | Adidas |                      | Ninguno                                                                      |
| 1993          | Serie Dorada/ Dacia          | Adidas |                      | Ninguno                                                                      |
| 1994          | Serie Dorada/ Dacia          | | Sportlandia          | Ninguno                                                                      |
| 1994-1995     | Video Cable Oeste            | | Sportlandia          | Ninguno                                                                      |
| 1995-1996     |                              | Olan | Inca Seguros         | Ninguno                                                                      |
| 1996-1997     | Planet Burger                | Olan |                      | Ninguno                                                                      |
| 1997-1998     | Crown Mustang                | Olan |                      | Ninguno                                                                      |
| 1998-2000     | C.U.C.A.I.B.A.               | Olan |                      | Ninguno                                                                      |
| 2000-2002     |                              | Milla | My Beef              | Ninguno                                                                      |
| 2002-2003     |                              | Sport 2000                                                                                                   | My Beef              | Ninguno                                                                      |
| 2003-2004     | Bingo Royal                  | Sport 2000                                                                                                   |                      | Ninguno                                                                      |
| 2004          | Bingo Royal                  | | Topper               |                                                                              |
| 2005          | Bingo Royal                  | Empresa 216 S.A/Zaff Bulonera Profesional                                                                    | Topper               |                                                                              |
| 2006          | Bingo Morón                  | Empresa 216 S.A/Zaff Bulonera Profesional                                                                    | Topper               |                                                                              |
| 2006-2009     | Bingo Morón                  | Empresa 216 S.A                                                                                              | Topper               |                                                                              |
| 2009          | Bingo Morón                  | Empresa 216 S.A/5 Hispanos/Maxipastas                                                                        | Topper               |                                                                              |
| 2010          | Bingo Morón                  | Empresa 216 S.A/5 Hispanos/Maxipastas                                                                        |                      | Diadora                                                                      |
| 2011          | Bingo Morón                  | Empresa 216 S.A/5 Hispanos/Maxipastas                                                                        |                      | TBS                                                                          |
| 2011-2012     | Bingo Morón                  | Empresa 216 S.A/5 Hispanos/Maxipastas/Colcar/Stopcar/Subito                                                  |                      | TBS                                                                          |
| 2012-2013     | Bingo Morón                  | Empresa 216 S.A/5 Hispanos/Maxipastas/Colcar/Stopcar/Subito/Río Uruguay Seguros/La Franco Americana/Doctored |                      | TBS                                                                          |
| 2013-2014     | Bingo Morón                  | Empresa 216 S.A/5 Hispanos/Colcar/Stopcar/Río Uruguay Seguros/Medic Emergencias/Vidalac                      |                      | TBS                                                                          |
| 2014          | Bingo Morón                  | Empresa 216 S.A/5 Hispanos/Colcar/Stopcar/Medic Emergencias                                                  |                      | TBS                                                                          |
| 2015          | Bingo Morón                  | Empresa 216 S.A/5 Hispanos/Colcar/Stopcar/Medic Emergencias                                                  |                      | Mitre                                                                        |
| 2015-2016     | Bingo Morón                  | Empresa 216 S.A/5 Hispanos/Colcar/Stopcar/Medic Emergencias/Pagodiario/Secco                                 |                      | Mitre                                                                        |
| 2016          | Río Uruguay Seguros          | Empresa 216 S.A/5 Hispanos/Colcar/Stopcar/Medic Emergencias/Pagodiario/Secco/Bautec/Nucete                   |                      | Mitre                                                                        |
| 2017          | Río Uruguay Seguros          | Empresa 216 S.A/5 Hispanos/Colcar/Stopcar/Medic Emergencias/Pagodiario/Secco/Bautec/Nucete                   |                      | Mitre                                                                        |
| 2017-2018     | Pagodiario                   | Empresa 216 S.A/5 Hispanos/Colcar/Stopcar/Medic Emergencias/Bautec/Nucete                                    |                      | Mitre                                                                        |
| 2018-2019     | Pagodiario                   | Empresa 216 S.A/5 Hispanos/Colcar/Stopcar/Medic Emergencias/Bautec/Nucete/Flybondi                           |                      | Mitre                                                                        |
| 2019-2023     | Nucete                       | Sur Finanzas/Hogar y Tecnología/Autoelevadores Castellano                                                    |                      | Mitre                                                                        |
| 2024          |                              | Athletic | Sur Finanzas         | Sur Cambio/Redes Power/Nucete/CH1 Sports/Maxipasta/Grupo Magallán/Morita/Dim |
| 2025-presente | Milo J                       | Athletic |                      | Sur Cambio/Redes Power/Nucete/CH1 Sports/Maxipasta/Grupo Magallán/Morita/Dim |

## Patrimonio del club

### Estadio Francisco Urbano
El "Estadio Francisco Urbano" fue el recinto deportivo del Deportivo Morón entre 1956 y 2013 y se encontraba en la ciudad de Morón, provincia de Buenos Aires. El estadio era también llamado El Gallinero, tenía una capacidad para 20 000 espectadores.

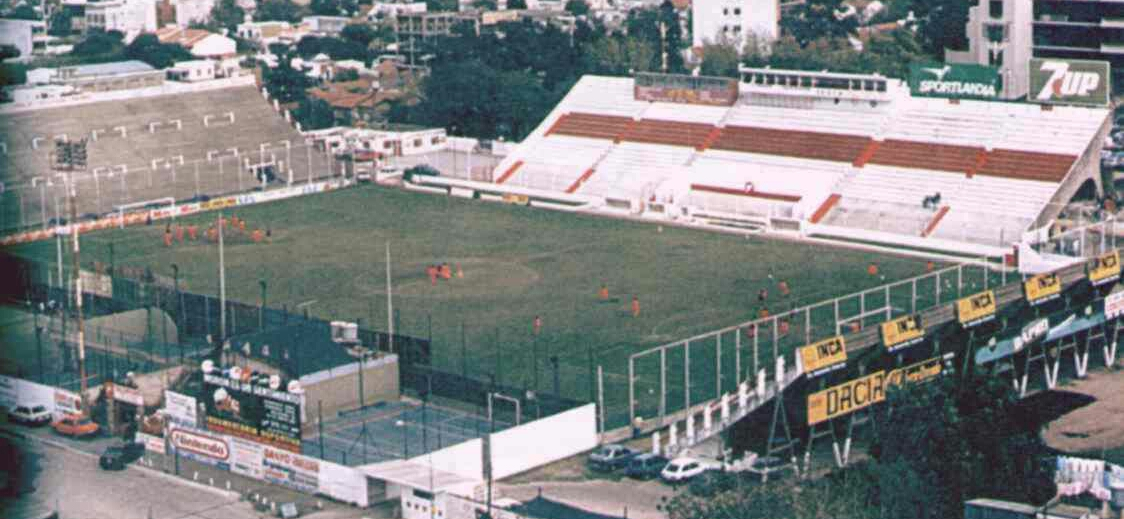
Antiguo Estadio utilizado entre 1956 y 2013.

El 21 de abril de 1956 se inauguró el estadio, ubicado en el predio delimitado por las calles Almirante Brown, Juan José Valle y las vías del ferrocarril Sarmiento. En 2007 la Secretaría de Planificación Estratégica e Infraestructura Urbana del Municipio de Morón y el Consejo Asesor propuso el traslado del estadio, el cual fue aprobado por los socios en diversas asambleas y puesto en marcha a principios de 2012. En septiembre de 2013 fue demolido.

### Estadio Nuevo Francisco Urbano
El nuevo estadio tiene una capacidad aprobada de 32 350 espectadores, considerando las 350 localidades entre palcos y cabinas de prensa. Fue inaugurado el 26 de julio de 2013.
En la fiesta de inauguración asistió la presidenta de la Nación Cristina Fernández de Kirchner. La nueva sede social se construyó debajo de la platea oficial "Filiberto Ferrante".

### Complejo deportivo
- Pista de Patín artístico.
- Pista de Roller Derby.
- Gimnasio Multipropósito con piso flotante (para realizar actividades como vóley, básquet, balonmano, etc.)
- Sector de canchas multideportivas al aire libre (se construyeron un total de 4 canchas que cuentan en su superficie con los dibujos necesarios para desarrollar actividades como el básquet, vóley, balonmano, futsal y baby fútbol.

### Predio social y deportivo Raúl Florentino Di Carlo
El predio "Raúl Florentino Di Carlo" conocido como Predio de Pontevedra, está ubicado en la calle De La Amistad 5.600 (esquina Otamendi) de la ciudad de Pontevedra, en el partido vecino de Merlo. Esta porción de terreno es parte del gran patrimonio que posee el Club Deportivo Morón, el mismo tiene una superficie mayor a los 100 metros cuadrados y es uno de los lugares preferidos por el socio para pasar los domingos en familia o con amigos.
El Predio "Raúl Florentino Di Carlo" posee:
- Quinchos.
- Dos piletas.
- Sector de mesas y Parrillas al aire libre (además de una gran extensión de arboledas y espacios verdes).
- kiosco y proveeduría.
- Canchas de fútbol.
- Canchas de vóley.
- Sector de juegos infantiles.
- Cancha profesional de césped (utilizada por las inferiores del club).
- Vestuarios y sanitarios.

## Área social

### Hinchada
En Argentina, el término hinchada se utiliza para referirse a un grupo compuesto por simpatizantes de un club de fútbol, cuyo deporte se destaca por ser el más popular del país.
Deportivo Morón, el equipo con más hinchas en cancha en la Primera Nacional según un informe especial de AFA (2019).sitioweb: www.primerplanoonline.com.ar.
La hinchada del Deportivo Morón se caracteriza por ser una de las más convocantes del ascenso argentino, por citar un ejemplo, en un partido jugado en 2017 contra Platense por la temporada 2016-17 de la B Metropolitana, según medios nacionales convocó a más de 25 000 personas.

### Afinidad
La única amistad es con el Club Atlético Tigre, con los que mantiene una hermandad prácticamente desde 1975. Es muy común en los partidos entre los clubes ver hinchas de las dos parcialidades con la camiseta de la otra, donde también comparten tribuna y cantos. Se le considera como la mayor amistad de clubes en el fútbol argentino. Antes, estos dos clubes eran rivales sumamente cercanos, era normal que las hinchadas de ambos iniciar feroces batallas fuera de sus respectivos estadios y el partido en sí estaba catalogado por la Policía Federal como un encuentro de «alto riesgo», pero esto dio un giro drástico en el ya mencionado 1975. Ambos clubes se enfrentaban por el Campeonato de Primera B en el Viejo Estadio de Morón. Anteriormente al comienzo del encuentro ocurrió lo normal; las hinchadas se encontraron e iniciaron una de sus tantas "guerras" hasta el comienzo del encuentro. En el entretiempo del mismo, algo inesperado e inédito se desató en aquella calurosa tarde. Una batalla campal entre la policía y la afición de Tigre provocada por una bala perdida y ridícula de uno de los uniformados (que según cuentan, estaba alcoholizado), bastó para que el "Gallo", sorpresivamente, le demuestre su apoyo moral con el cántico "Y pegue, y pegue, y pegue, Tigre, pegue..." E incluso hasta se le unió a la batalla. Finalizado el encuentro, ambas hinchadas que anteriormente se habían repartido palazos por doquier, se juntaron a disfrutar de un típico asado argentino.
Fuera del país, la hinchada del Deportivo Morón tiene una muy buena relación con el club colombiano Junior de Barranquilla. En los últimos años, se le es muy común ver a aficionados del "Tiburón" en las cercanías del Estadio Nuevo Francisco Urbano y viceversa en el Estadio Metropolitano. Se cree que esta buena relación se inició en el Mundial de Alemania 2006.

### Filiales
Deportivo Morón posee filiales oficiales en: Morón sur, Villa Tesei, Moreno, Haedo, Luján, Ituzaingó (Gran Buenos Aires); C.A.B.A., Mar del Plata, Salta, Jujuy, Tierra del Fuego, Barcelona (España), Mina Clavero (Córdoba) No oficiales: Nueva Jersey (Estados Unidos).

## Datos futbolísticos del club

### Trayectoria
Actualizado hasta la temporada 2024 inclusive.
Total de temporadas en AFA: 76.
 Aclaración: Las temporadas no siempre son equivalentes a los años. Se registran cuatro temporadas cortas: 1986, 2014, 2016 y 2020.
- Temporadas en Primera División: 1 (1969)
- Temporadas en Segunda División: 41
  - en Primera B: 23 (1960-1968, 1970-1977, 1981-1986)
  - en Primera Nacional: 18 (1990/91-1999/00, 2017/18-2024)
- Temporadas en Tercera División: 30
  - en Segunda de Ascenso: 5 (1951 y 1956-1959)[7][67]
  - en Primera C: 3 (1978-1980)
  - en Primera B Metropolitana: 22 (1986/87-1989/90, 2000/01-2016/17)
- Temporadas en Cuarta División: 4
  - en Tercera de Ascenso: 4 (1952-1955)

Mejor y peor puesto en Primera División: 10.º (entre 11, en el Grupo B del Campeonato Metropolitano 1969)
Ubicación en la tabla histórica de Primera División: 95.º (61.° en la tabla del profesionalismo).

### Ascensos y descensos
1951: de Segunda de Ascenso a Tercera de Ascenso (por reestructuración)
  1955: de Tercera de Ascenso a Segunda de Ascenso
  1959: de Segunda de Ascenso a Primera B
  1968: de Primera B a Primera División
  1969: de Primera División a Primera B
  1977: de Primera B a Primera C
  1980: de Primera C a Primera B
  1986: de Primera B a Primera B Metropolitana (por reestructuración)
  1990: de Primera B a Nacional B
  2000: de Primera B Nacional a Primera B Metropolitana
  2017: de Primera B Metropolitana a Primera B Nacional

### Máximas goleadas conseguidas
En Primera División:
- 6-1 a Platense en 1968.

En Nacional B:
- 5-1 y 4-0 a All Boys en 1993 y 1995.
- 4-0 a Almirante Brown en 1996.
- 4-0 a Nueva Chicago en 1998.
- 4-0 a Defensores Unidos en 2025.

En Primera B:
- 7-0 a Excursionistas en 1961.
- 7-0 a All Boys en 1962.

En Segunda de Ascenso:
- 9-2 a Tiro Federal en 1957.
- 8-2 a Estudiantes en 1959.
- 7-1 a Brown de Adrogué en 1957.
- 7-1 a Tiro Federal en 1958.

En B Metropolitana:
- 5-0 a Talleres en 2003 y a Excursionistas en 2017.

En Primera C:
- 6-1 a General Lamadrid en 1978, Berazategui en 1979 y Dock Sud en 1980.

En Tercera de Ascenso:
- 7-0 a Macabi en 1955.
- 6-1 a La Paternal en 1955.
- 6-3 a Deportivo San Justo en 1954.

En Copa Argentina:
- 5-1 a Berazategui en 2013.

### Máximas goleadas recibidas
En Primera División:
- 0-4 vs. Colón en 1969.

En Nacional B:
- 1-7 vs. Atlético Rafaela en 1994.

En Primera B:
- 2-8 vs. Platense en 1960.

En Segunda de Ascenso:
- 1-8 vs. Central Córdoba en 1951.

En B Metropolitana:
- 0-4 vs. Almagro en 2015

En Primera C:
- 0-3 vs. Talleres en 1978.

En Tercera de Ascenso:
- 1-6 vs. Sacachispas en 1954.

En Copa Argentina:
- 0-3 vs. River en 2017.

Goleador histórico: Damián Akerman  con 160 goles. 
Jugador que más veces vistió la camiseta: Damián Akerman en 431 oportunidades.

### Participaciones en Copa Argentina
| Copa                   | Resultado                      |
| ---------------------- | ------------------------------ |
| Copa Argentina 1969    | Dieciseisavos de final         |
| Copa Argentina 2011-12 | Cuarta Ronda                   |
| Copa Argentina 2012-13 | Dieciseisavos de final         |
| Copa Argentina 2013-14 | Fase Inicial Metropolitana III |
| Copa Argentina 2014-15 | Zona Metropolitana Grupo II    |
| Copa Argentina 2015-16 | Octavos de final               |
| Copa Argentina 2016-17 | Semifinal                      |
| Copa Argentina 2017-18 | 32vos de Final                 |

## Jugadores

### Plantel 2025
- Actualizado el 21 de junio de 2025

- Los equipos argentinos están limitados a tener un cupo máximo de seis jugadores extranjeros, aunque solo cinco podrán firmar la planilla del partido

#### Altas
| Invierno             |                |                           |                      |
| Franco Vázquez       | Defensa        | Argentinos Juniors        | Préstamo             |
| Elías Contreras      | Centrocampista | Sportivo Luqueño          | Libre                |
| Ramiro Fergonzi      | Delantero      | Persik Kediri             | Libre                |
| Verano               |                |                           |                      |
| Leandro Finochietto  | Guardameta     | Argentinos Juniors        | Préstamo             |
| Julio Salvá          | Guardameta     | Patronato de Paraná       | Libre                |
| Mariano Bíttolo      | Defensa        | Agente libre              | Libre                |
| Juan Manuel Cabrera  | Defensa        | Argentinos Juniors        | Préstamo             |
| Matías Cortave       | Defensa        | Carlos Mannucci           | Libre                |
| Joaquín Livera       | Defensa        | Boca Unidos de Corrientes | Libre                |
| Franco Lorenzón      | Defensa        | San Lorenzo de Almagro    | Préstamo             |
| Matías Ballini       | Centrocampista | Curicó Unido              | Libre                |
| Mauro Burruchaga     | Centrocampista | Agente libre              | Libre                |
| Pablo Ferreira       | Centrocampista | FK Jedinstvo Ub           | Regresa del préstamo |
| Emiliano Franco      | Centrocampista | San Telmo                 | Libre                |
| Yair González        | Centrocampista | Argentinos Juniors        | Préstamo             |
| Santiago Kubiszyn    | Centrocampista | Orense                    | Regresa del préstamo |
| Facundo Báez         | Delantero      | Argentinos Juniors        | Préstamo             |
| Jonathan Berón       | Delantero      | Vélez Sarsfield           | Préstamo             |
| Ivo Costantino       | Delantero      | Belgrano de Córdoba       | Préstamo             |
| Renzo Reynaga        | Delantero      | Estudiantes de Río Cuarto | Préstamo             |
| Fabricio Sanguinetti | Delantero      | Patronato de Paraná       | Libre                |

#### Bajas
| Invierno            |                |                               |                       |
| Nahuel Zárate       | Defensa        | -                             | Rescisión de contrato |
| Renzo Reynaga       | Delantero      | Estudiantes de Río Cuarto     | Fin del préstamo      |
| Verano              |                |                               |                       |
| Rodrigo Arciero     | Defensa        | Excursionistas                | Rescisión de contrato |
| Agustín Gómez       | Defensa        | Deportivo Cuenca              | Rescisión de contrato |
| Nicolás Henry       | Defensa        | Monagas                       | Rescisión de contrato |
| Brian Machuca       | Defensa        | Güemes de Santiago del Estero | Rescisión de contrato |
| Fernando Moreyra    | Defensa        | Patronato de Paraná           | Rescisión de contrato |
| Fernando Barrientos | Centrocampista | Agente libre                  | Rescisión de contrato |
| Gonzalo Berterame   | Centrocampista | Estudiantes de Caseros        | Rescisión de contrato |
| Agustín Curruhinca  | Centrocampista | Huracán                       | Fin del préstamo      |
| Bahiano García      | Centrocampista | Barracas Central              | Fin del préstamo      |
| Patricio Núñez      | Centrocampista | São Luiz                      | Rescisión de contrato |
| Julián Vitale       | Centrocampista | Alvarado de Mar del Plata     | Fin del préstamo      |
| Bruno Cabral        | Delantero      | All Boys de Santa Rosa        | Fin de contrato       |
| Matías Castro       | Delantero      | Atlético Rafaela              | Rescisión de contrato |
| Matías Romero       | Delantero      | Chaco For Ever                | Rescisión de contrato |

#### Cesiones
| Jugador            | Posición       | Destino                       | Fin del préstamo |
| ------------------ | -------------- | ----------------------------- | ---------------- |
| Ramiro Cordero     | Guardameta     | Fénix                         | 31-12-2025       |
| Juan Martín Rojas  | Guardameta     | Colegiales                    | 31-12-2025       |
| Agustín Rufinetti  | Guardameta     | San Telmo                     | 31-12-2025       |
| Facundo López      | Defensa        | Comunicaciones                | 31-12-2025       |
| Mariano Bracamonte | Centrocampista | Deportivo Riestra             | 31-12-2025       |
| Elías Galli        | Centrocampista | UAI Urquiza                   | 31-12-2025       |
| Gonzalo Salega     | Centrocampista | Flandria                      | 31-12-2025       |
| Pablo Cáceres      | Delantero      | UAI Urquiza                   | 31-12-2025       |
| Santiago Sala      | Delantero      | Güemes de Santiago del Estero | 31-12-2026       |
| Mauro Schönfeld    | Delantero      | Dock Sud                      | 31-12-2025       |

## Palmarés

### Torneos nacionales
| Competición                         | Títulos (6)                  | Subcampeonatos (4)  |
| ----------------------------------- | ---------------------------- | ------------------- |
| Segunda División de Argentina (1/0) | 1970                         | 0                   |
| Tercera División de Argentina (4/3) | 1959, 1980, 1989-90, 2016-17 | 1978, 1979, 2007-08 |
| Cuarta División de Argentina (1/1)  | 1955                         | 1954                |

### Torneos amateurs y amistosos (9)
- Cuadrangular (Morón-Luján -Bolívar-Bragado): 1948.[84]

- Copa Coronel Mercante (Hexagonal): 1948.[84]

- Copa Ministerio de Salud Pública (Decagonal): 1949.[84]

- Liga de Asociación de Fútbol de Morón: 1950.[84]

- Copa Amistad: 1991,[85] 2002.[cita requerida]

- Copa Ciudad de Morón: 2016 - 2022.[cita requerida]

- Copa Ciudad de Concepción del Uruguay: 2017.[86]

- Copa Río de La Plata: 2017.[87]

## Otras actividades

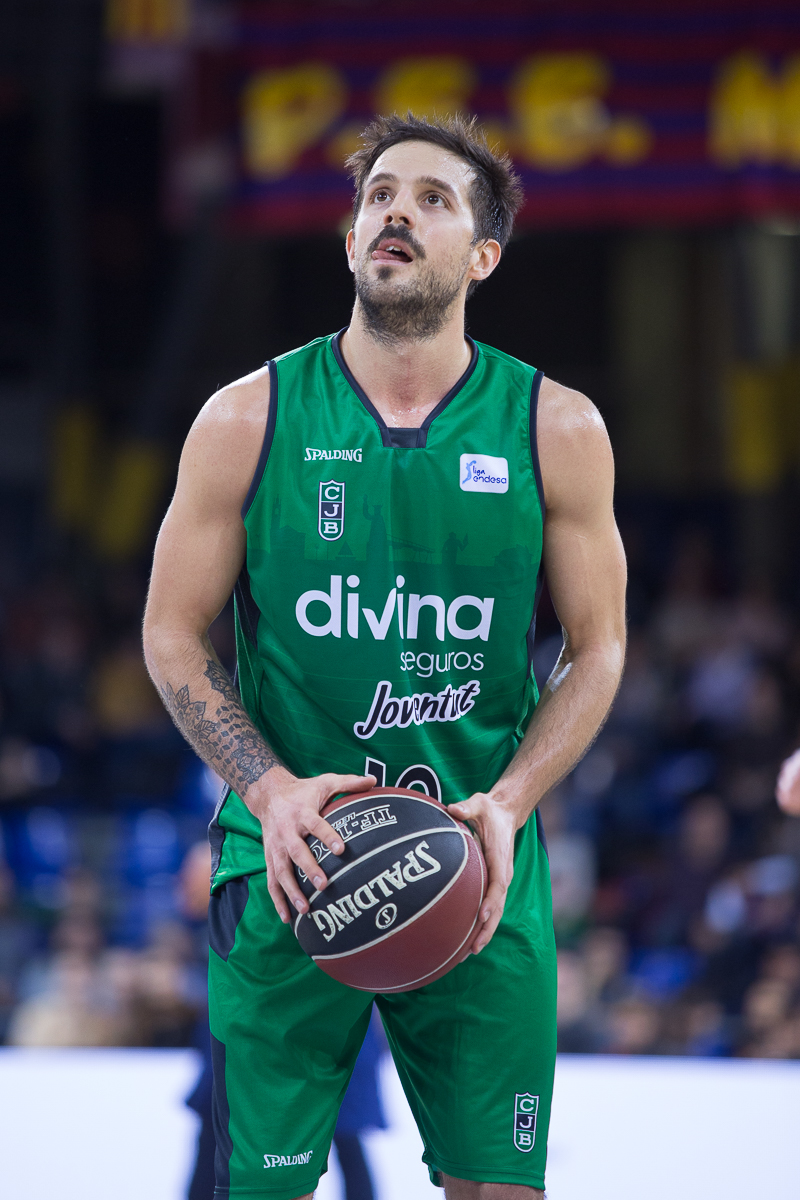
Nicolás Laprovittola, baloncestista pilar de la Selección de básquet de Argentina, campeón de América y subcampeón mundial, surgido en Deportivo Morón.

Algunas disciplinas que se desarrollan en el club son: Gimnasia artística, balonmano, básquetbol, vóley, natación, gimnasio, roller derby, baby fútbol, taekwondo, karate, kick boxing, yoga.